# Parsteiner See

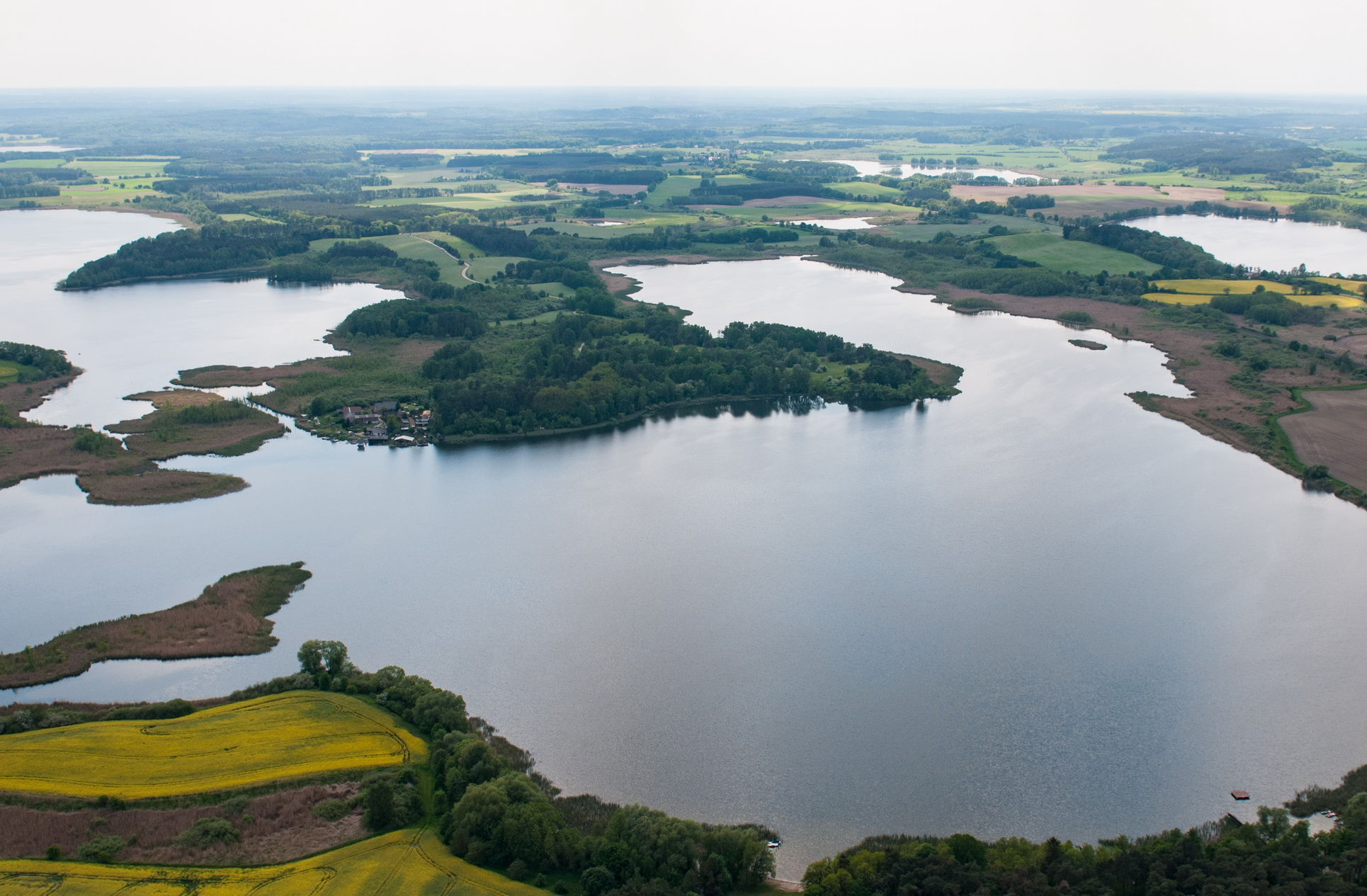
Nördliches Becken des Parsteinsees

Der Parsteiner See (umgangssprachlich meist Parsteinsee) ist mit 1003 Hektar Fläche der drittgrößte natürliche See in Brandenburg. Die Wasserfläche liegt vollständig im Landkreis Barnim, während Teile der östlichen und nordwestlichen Uferbereiche zum Landkreis Uckermark gehören.
Das Seebecken besitzt eine komplexe Anlage, die sowohl Formen eines Zungenbeckens, mehrerer glazialer Rinnen als auch einer Toteislandschaft umfasst. Der See gehört zum Biosphärenreservat Schorfheide-Chorin und besteht aus einem Hauptbecken, einem Nebenbecken und mehreren Buchten. Die mittlere Wassertiefe im Hauptbecken beträgt rund 10 Meter, das Maximum erreicht 31 Meter. Das oberflächliche Einzugsgebiet umfasst 130,5 km² und besteht zu 78 % aus hügeligem Ackerland.
Der See bietet zahlreiche Wassersportmöglichkeiten und verfügt über eine sehr gute Wasserqualität. Die Uferbereiche sind in sechs Schonzonen eingeteilt und weitgehend naturbelassen. In der näheren Umgebung liegt das Dorf Brodowin, das in Abstimmung mit der Verwaltung des Biosphärenreservats und weiteren Institutionen verschiedene Schutzprogramme für die Ökosysteme des Sees und seiner Flora und Fauna durchführt. Auf der Halbinsel Pehlitzwerder befinden sich die Überreste des Zisterzienserklosters Mariensee, das die Mönche 1273 noch vor seiner Fertigstellung unter dem neuen Namen Kloster Chorin um rund acht Kilometer nach Südwesten an den ehemaligen Choriner See, den heutigen Amtssee, verlegten. Die Mönche schufen zudem im 13. Jahrhundert mit dem Nettelgraben den einzigen und heute noch bestehenden Abfluss des Parsteiner Sees.

## Etymologie
Die Bezeichnung des namensgleichen Ortes Parstein südöstlich des Sees geht auf die slawische Siedlungszeit zurück. Das Landbuch Karls IV. von 1375 verzeichnet den Ort als Parsteyn (slawisch), übersetzt Siedlung auf staubiger Erde. Dabei könnte der Ortsname laut Reinhard E. Fischer nach dem Seenamen gewählt worden sein, denn in der Gründungsurkunde für das Kloster Mariensee von 1258 findet sich die Bezeichnung stagnum Parsten = See in staubiger Gegend, mit staubigem Ufer.

## Geographie

### Räumliche Zuordnung
Der Parsteiner See ist das größte Gewässer im Biosphärenreservat Schorfheide-Chorin, einer gewässerreichen Kulturlandschaft. Er liegt etwa 60 Kilometer nordöstlich von Berlin, 13 Kilometer nordöstlich von Eberswalde, 14 Kilometer nordwestlich von Oderberg und 10 Kilometer südlich von Angermünde.
Während der gesamte See zum brandenburgischen Landkreis Barnim gehört, liegen die umgebenden Gemeinden im Landkreis Barnim und im Landkreis Uckermark. Das sind im Einzelnen:

#### Im Landkreis Barnim
- die Gemeinde Parsteinsee mit dem Dorf Parstein am östlichen Südufer und südlichen Ostufer,
- die Gemeinde Chorin mit Brodowin und der Halbinsel Pehlitzwerder am westlichen Südufer und dem Dorf Serwest mit der Halbinsel Parsteinwerder am Westufer

#### Im Landkreis Uckermark

Hauptbecken am Ostufer bei Parsteinsee

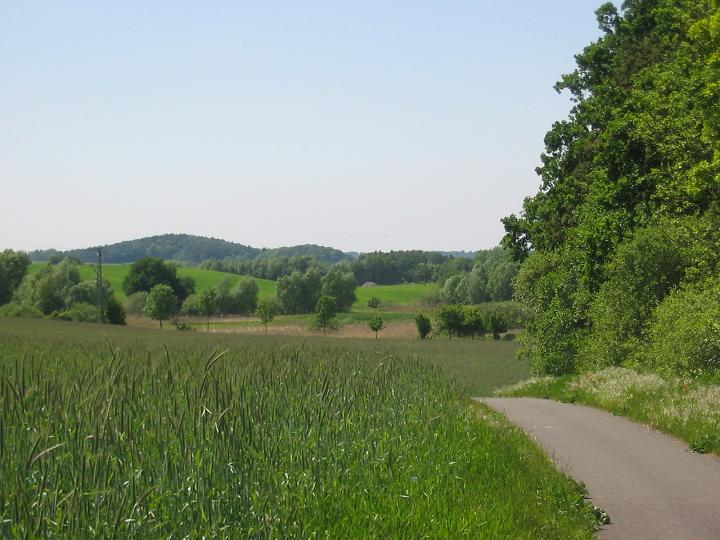
Endmoränenbogen Chorin an der Halbinsel Pehlitzwerder

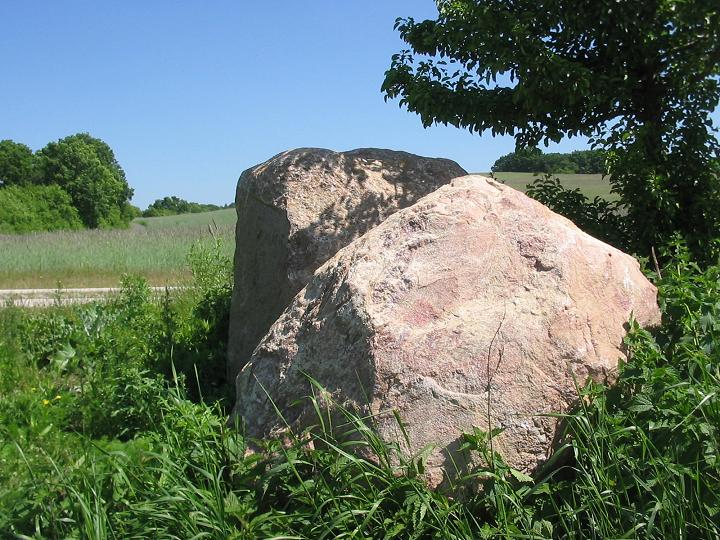
Hinterlassenschaft der Weichseleiszeit: Findlinge oberhalb des Pehlitzwerder

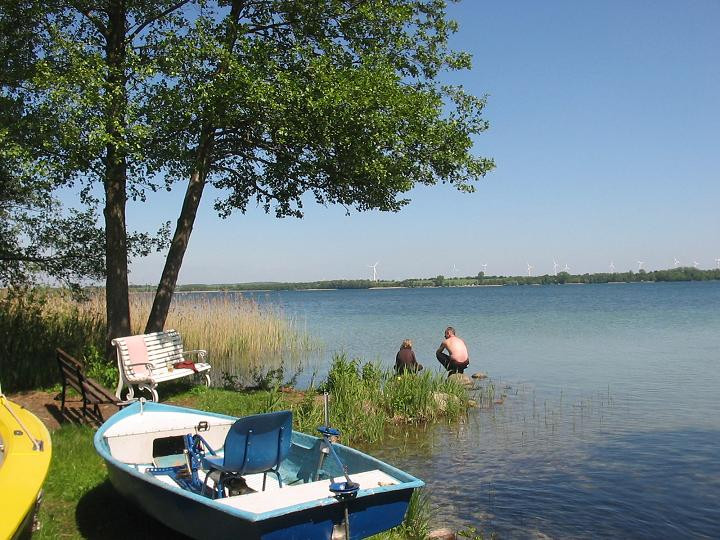
Hauptbecken am Südufer bei der Halbinsel Pehlitzwerder

- die Dörfer Herzsprung in den nördlichen Uferbereichen des weitgehend abgetrennten Nordbeckens und Bölkendorf am mittleren Ostufer des Hauptbeckens; beide Dörfer sind Ortsteile der Stadt Angermünde.

### Topographie
Die Längsausdehnung des Gewässers von Nordwest nach Südost beträgt rund 6,8 Kilometer, die maximale Breite rund vier Kilometer. Der See besteht aus mehreren Becken und großen Buchten und gliedert sich im Wesentlichen in ein südliches Hauptbecken und einen hufeisenförmigen Nordteil. Dieser wird durch die Halbinsel Parsteinwerder vom Hauptbecken weitgehend abtrennt und gelegentlich als Kleiner Parsteiner See bezeichnet. Die Gesamtfläche von 10,03 km² teilt sich in 1,12 km² für das Nord- und 8,91 km² für das Hauptbecken. Die mittlere Wassertiefe des Gesamtsees beträgt 7,7 Meter, im Hauptbecken 10,0 Meter. Die Tiefe erreicht im Nordbecken maximal 4 Meter und im Hauptbecken in einem eng umgrenzten Bereich mit Tiefen von mehr als 20 Metern, maximal 31 Meter. Dieser Bereich liegt am Ostufer, westlich der kleinen Halbinsel bei Bölkendorf in der Nähe des benachbarten Apfelsees. Das Ufer fällt in dieser Region steil ab.

## Geologie und Hydrographie

### Genese
Der Parsteiner See ist ein glazial angelegter See. Seine Entstehung ist recht komplex und nicht in ein einzelnes der gängigen Schemen einzuordnen. Er beinhaltet sowohl Elemente eines Zungenbeckensees, eines Rinnensees als auch eines Toteissees.
Der See befindet sich wenige Kilometer nördlich der Pommerschen Eisrandlage, die Nordostbrandenburg in mehreren Endmoränenbögen durchzieht. Innerhalb des Choriner Endmoränenbogens füllt der See große Teile des Parsteiner Lobus. Im Stirnbereich ist der Parsteiner Lobus als kombinierte Stauch- und Satzendmoräne ausgebildet. Während der Eisbedeckung des Weichsel-Hochglazials bildeten sich in einem Zeitraum von vor rund 18.400 Jahren bis vor rund 15.200 Jahren im Bereich der Grundmoräne durch Exaration flache Hohlformen heraus, das spätere Zungenbecken. Gleichzeitig bildeten sich unter dem Eis Glaziale Rinnen, die die Grundmoräne und auch das Zungenbecken in Eisbewegungsrichtung zerschnitten. Mehrere dieser Rinnen queren auch den Parsteiner See. Ihr Verlauf lässt sich durch benachbarte, reine Rinnenseen gut erschließen. Zum Beispiel verlaufen die Rinnen des Krummen Sees und des Apfelsees nordöstlich des Parsteiner Sees in das Hauptbecken hinein und verlassen das Seebecken am südwestlichen Ufer wieder in Richtung Weißer See bzw. Brodowinsee. Mit dem Rückschmelzen des Eises wurden vor allem am Südufer des Sees feine Sedimente eines Eisstausees abgelagert. Inwieweit der See zu dieser Zeit existierte oder noch mit Eis blockiert war, ist nicht sicher geklärt. Die Tatsache, dass sich der nördliche Teil des Sees im Bereich eines Sanders befindet, der von der jüngeren Angermünder Eisrandlage in Richtung Eberswalder Urstromtal verläuft, spricht eher für eine längere Plombierung des Beckens mit Toteis. Andernfalls wäre die Hohlform von den Schmelzwässern verschüttet worden. So entstand der heutige See wahrscheinlich erst einige Tausend Jahre später, als mit der ausklingenden Eiszeit das Toteis endgültig abschmolz.

### Geologiegeschichte
Der Geologe G. Berendt entwickelte 1888 aus Untersuchungen im Gebiet um den Choriner und Joachimsthaler Endmoränenbogen ein Modell zur Verbindung einer Endmoräne mit einem Urstromtal. Er vermutete eine Verbindung des Eberswalder Urstromtals über Das Choriner Schmelzwasser mit dem Joachimsthaler Stausee (heutiger Rest: Grimnitzsee). Der Parsteiner See war nach seiner Analyse der größte Rest des ehemaligen Choriner Stausees, der ungefähr die vierfache Fläche des heutigen Parsteiner Sees einnahm. Nach einer Karte Berendts erstreckte sich der Stausee von Chorin unter Einschluss des Serwester Sees und Rosinsees nach Norden bis nach Schmargendorf und schloss östlich das Plagefenn und Bereiche um den (südlichen) Rosinsee ein. Der Parsteiner See befand sich danach in mittlerer westlicher Randlage des ursprünglichen Stausees. Das Modell wurde seither zwar erheblich modifiziert und differenziert, ist aber wissenschaftshistorisch für die Geschichte der Geologie bedeutsam, da durch diese Arbeit die Region Eberswalde-Chorin-Joachimsthal zum klassischen Raum der Eiszeitforschung im Norddeutschen Tiefland wurde.

### Einzugsgebiet und Umgebung
Das reliefreiche oberflächliche Einzugsgebiet des Parsteiner Sees umfasst 130,5 km² und besteht zu 78 % aus hügeligem Ackerland. Die südöstlichen Randbereiche des Gewässers bestimmen die Formen der kuppigen Endmoräne mit einer starken Differenzierung glazigener Formen, die sich in den drei Parsteiner Staffeln I bis III (Rückzugshalte des Gletscherlobus) entwickelten und teilweise postglazial überformt wurden.
Zwischen zwei und zehn Meter mächtige Geschiebemergel einer ebenen bis flachwelligen Grundmoränenlandschaft dominieren das Ostufer um Bölkendorf und Teile des Südwestufers um Brodowin. Das Westufer bilden glazifluviatile Sande und Kiese der Sander aus der Angermünder Staffel.
In den Randbereichen liegen mehrere flache langgezogene Hügel wie der Rosinberg am Westufer des Parsteiner Sees und der Kleine Rummelsberg am Ostufer des heute isolierten Wesensees, der mindestens bis zum Hochmittelalter eine Bucht des Parsteiner Sees bildete. Diese Hügel werden vielfach als Drumlin eingestuft, allerdings ist diese Einstufung unter Geologen sehr umstritten. Die höchste Erhebung bildet der 85 Meter hohe Wurzelberg am Südufer. Das Gewässer ist zudem von einer Reihe kleinerer Seen umgeben.

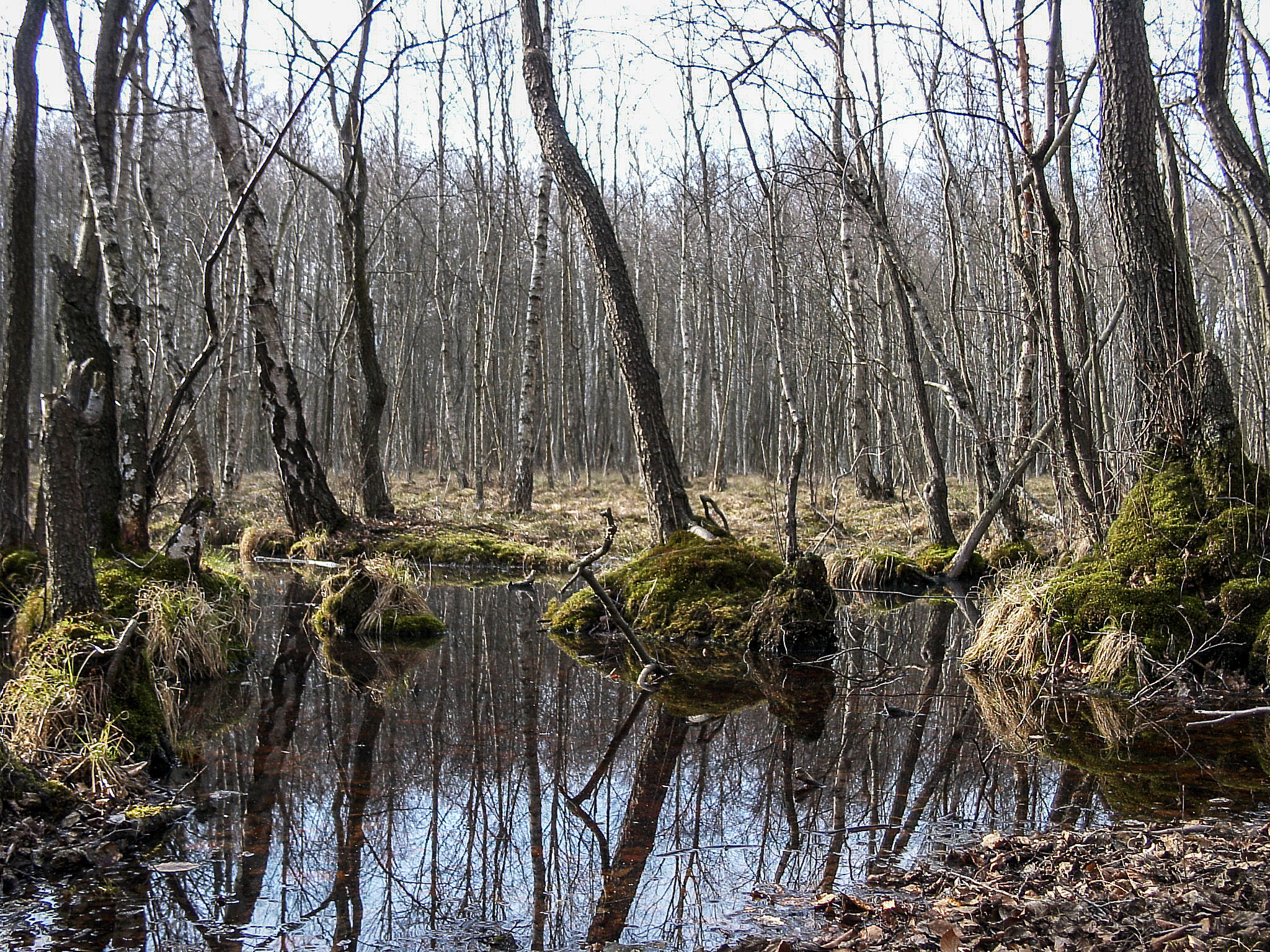
Einzugsgebiet Plagefenn

Die Bölkendorfer Grundmoräne durchziehen mehrere Rinnensysteme, die heute zum Teil von Seen (Apfelsee, Krummer See, Tiefer See, Schleipfuhl) erfüllt werden und Einzugsgebiete zwischen 15 und 20 Hektar aufweisen. Hinzu kommen in diesem Gebiet zahlreiche geschlossene Hohlformen aus Toteislöchern mit einer mittleren Einzugsgröße von drei Hektar, „die den Charakter von Binnenentwässerungsgebieten haben. Der überwiegende Teil dieser Ackerhohlformen weist im Zentrum Sölle und temporäre Naßstellen auf.“

### Zuflüsse und Entwässerung
Vier kleine Fließe, die zum Teil aus den umliegenden Seen kommen, speisen den Parsteiner See. Das Hauptbecken erhält Wasser durch den Mooderbruch aus dem Feuchtgebiet rund um das Plagefenn und durch den Brodowinseegraben, das Nordbecken durch Zuflüsse vom Serwester See über den Krugsee, ferner vom Rosinsee und vom Midrowsee. Messungen im Jahr 1996 ergaben für die zuführenden Fließe nur sehr schwache oder gar keine Wasserbewegungen, während vom Serwester-/Krugsee zwei bis fünf Liter Wasser pro Sekunde zuströmten.
Seit dem Bau des Nettelgrabens durch die Zisterzienser-Mönche des Klosters Chorin fließt das Wasser über diesen Graben in den Amtssee und dann weiter über die Ragöse, den Finowkanal und den Oder-Havel-Kanal zur Oder ab; zuvor war der gesamte Seebereich und das Plagefenn ein Binnenentwässerungsgebiet. Bei Messungen im Jahr 1996 führte der Nettelgraben kein Wasser.

## Klima und Hydromorphologie

### Klima
Das östliche Brandenburg liegt im Übergangsbereich vom atlantisch geprägten Klima Westeuropas zum kontinentalen Klima Osteuropas. Dabei sind die Bereiche nördlich des Endmoränengürtels und in der angrenzenden Uckermark bereits durch deutlich kontinental getönte Bereiche gekennzeichnet. Hinsichtlich der Niederschlagsmengen ergibt sich eine deutliche Stufung von West nach Ost. Im Raum Joachimsthal beträgt die mittlere jährliche Niederschlagsmenge rund 620 mm, bei Groß-Ziethen 580 mm und um Chorin wie auch im Parsteinseebecken 540 mm. Zum östlich angrenzenden, tiefer gelegenen Oderbruch macht sich ein vergleichsweise deutlicher Regenschatten bemerkbar. Mit Niederschlagsmengen von deutlich unter 500 mm zählt das Bruch zu den (klimatisch gesehen) trockensten Regionen in Deutschland. Die Durchschnittstemperaturen lagen im Raum Eberswalde/Chorin zwischen 1901 und 1950 im Winter um −1 °C, im Frühling um 8 °C, im Sommer um 17 °C und im Herbst um 8,5 °C; die Jahresmitteltemperatur erreichte knapp 9 °C.

### Schichtung und Zirkulation

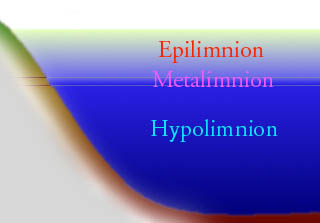
Gliederung des Sees aufgrund abiotischer Faktoren

Das Volumen des Parsteiner See beträgt 77 Mio. m³. Eine starke Windexposition und die geringe, mittlere Tiefe der großflächigen Buchten führt zu einer mehrfachen Durchmischung des überwiegenden Teils des Wasserkörpers auch im Sommer. Die Wassermassen des Hauptbeckens sind in dem sehr begrenzten tiefsten Bereich dreifach geschichtet. Eine vollständige Wasserzirkulation besteht für das Hauptbecken über das ganze Jahr bis zu einer Tiefe von neun Metern, einem Wasservolumen von 70 % entsprechend. In einer Tiefenzone zwischen zehn und zwanzig Metern bildet sich unter dem Epilimnion das Metalimnion aus, das in ein enges trichterförmiges Hypolimnion übergeht. Das Hypolimnion ist ab Juli sauerstofffrei. Das lediglich bis zu vier Meter tiefe Nordbecken weist nur für wenige Sommermonate eine Schichtung auf.
Eine Analyse aus dem Jahr 2003 der Brandenburgischen Technischen Universität Cottbus, Lehrstuhl für Gewässerschutz, zählt den Parsteiner See, bezogen auf sein Hauptbecken, zu den geschichtete[n] kalkreiche[n] Tieflandseen mit großem Einzugsgebiet.

### Chemische und trophische Charakteristik
Der Parsteiner See weist mit pH-Wert 8,4 schwach alkalische und mit einer Leitfähigkeit von 522/576 µS/cm (mikroSiemens je Zentimeter) mäßig elektrolytreiche Verhältnisse auf. Nach einer 2004 im Auftrag des Umweltbundesamtes erarbeiteten Dokumentation der TU Cottbus, Lehrstuhl für Gewässerschutz, erbrachten die Messungen trophierelevanter Parameter im Jahr 2000 Ergebnisse, die den See als mesotroph im Hauptbecken und schwach eutroph im Nordbecken charakterisieren. Als potentiell natürlicher Referenzzustand der Trophie wird ein oligo- bis schwach mesotropher Zustand angegeben. In dem Bemessungszeitraum betrug die Gesamtphosphorkonzentration 56/37 µg/l, im Frühjahr 18/42 µg/l.
Die Chlorophyll a-Konzentration korrelierte bei Werten von 3,73/14,6 µg/l mit dem Biovolumen des Phytoplanktons, das 1996 im Hauptbecken 0,33 mm³/l betrug. Die mittlere Gesamtstickstoffkonzentration lag bei 1,2 mg/l. Die Ursache für den im Vergleich zu den übrigen mesotrophen Seen Brandenburgs hohen Chloridgehalt vermutet die Analyse der TU Cottbus in der natürlichen Abflusslosigkeit des Seebeckens.

## Ökologie

### Schadstoffeinträge in der DDR-Zeit und Renaturierung
In dem ehemals kalkhaltigen mesotrophen Klarwassersee stieg insbesondere in der DDR-Zeit durch intensive Fischwirtschaft die Eutrophierung stark an und der breite Schilfgürtel bildete sich zurück. Bis zur Ausrufung des Biosphärenreservats Schorfheide-Chorin im Jahr 1990 entzogen Pumpstationen dem See im Sommer jährlich rund 1,5 Mio. m³ Wasser zur Beregnung der umliegenden LPG-Felder. Das Wasser floss zum Teil stark mit Schadstoffen belastet und als Gülle aus der Massentierhaltung in den See zurück. Im Nordbecken wurde eine intensive Karpfenhaltung betrieben, die durch die Verfütterung von zwei Tonnen Mais pro Woche zum Sauerstoffmangel des Wassers führte. Die Verschlechterung der Wasserqualität veranlasste die Behörden zeitweise zu Badeverboten.

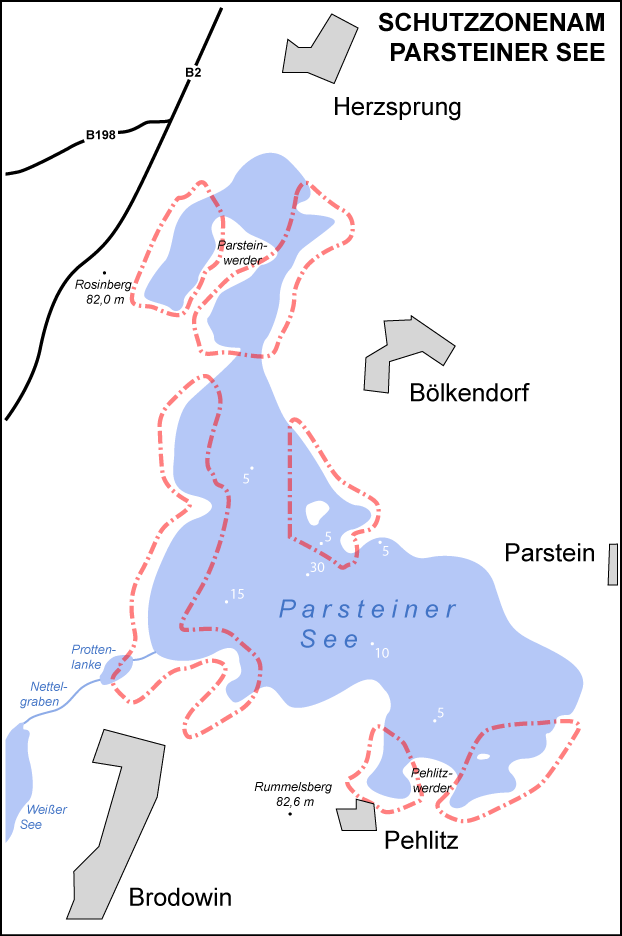
Schonzonen

Seit den Schutzmaßnahmen nach der deutschen Wiedervereinigung haben sich die Wasserqualität und das Ökosystem des Sees deutlich erholt. Ferner trugen die Gemeinde Brodowin – 1995 Preisträger im Wettbewerb „TAT-Orte, Gemeinden im ökologischen Wettbewerb“ des Deutschen Instituts für Urbanistik – und der Verein „Ökodorf Brodowin e. V.“ in Abstimmung mit der Verwaltung des Biosphärenreservates dazu bei, die Schäden, die durch die intensive Landwirtschaft mit Mineraldünger-, Gülle- und Pestizideinträgen sowie durch die Ausräumung der Feldflur entstanden waren, zu beseitigen.

### Schutzgebiete und ökologische Landwirtschaft
Der Parsteiner See und seine Umgebung sind unter den vier Schutzstufen im Biosphärenreservat als Zone III, Landschaftsschutzgebiet, ausgewiesen. Das benachbarte Plagefenn genießt als Totalreservat die Schutzstufe I. Daneben ist rund die Hälfte des gesamten Uferbereiches in sechs gesonderte Schonzonen eingeteilt, die ungestört bleiben sollen. Dazu zählt als Gelegezone das Verlandungsgebiet Prottenlanke am Seeabfluss Nettelgraben. Der See ist zudem als FFH-Gebiet „Parsteinsee“ in den Anhang der FFH-Richtlinie der Europäischen Union im Rahmen des Programms Natura 2000 aufgenommen.
Große Teile der in Gewässernähe liegenden ehemaligen Ackerflächen hat die Ökodorf Brodowin GmbH und Co Vertriebs KG in Weideland umgewandelt beziehungsweise stillgelegt. Seit 1993 Demeter-Betrieb, bewirtschaftet der Landwirtschaftsbetrieb rund 1.200 Hektar nach den Prinzipien des biologisch-dynamischen Anbaus. Eine achtgliedrige Fruchtfolge mit Luzerne, Klee, Gras, Getreide, Kartoffeln und Futterleguminosen sichert einen geschlossenen Stoffkreislauf in der Tier- und Pflanzenproduktion. Die Stilllegung der Ackerflächen erfolgte in Abstimmung mit dem Naturschutzbund Deutschland insbesondere in den westlichen Uferbereichen, um Pufferzonen zu den Lebensräumen der Flora und Fauna zu schaffen.

## Flora und Fauna

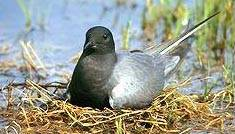
Trauerseeschwalbe (Chlidonias niger)

Die Wirksamkeit der Schutzmaßnahmen und Artenschutzprogramme auf die Flora und Fauna des Parsteiner Sees und seiner Umgebung verdeutlicht unter anderem die Entwicklung einer Trauerseeschwalbenkolonie von 10 Brutpaaren im Jahr 1980 auf 69 Paare im Jahr 2007. Besondere Schutzprogramme bestehen ferner für die vom Aussterben bedrohte Rotbauchunke, den Kammmolch, die Knoblauchkröte, Tagfalter, Heuschrecken, Greifvögel, die Große Rohrdommel, Feldvögel, Heckenvögel und den in Brandenburg gefährdeten Feldhasen. Unter den Fischen gibt es vereinzelte Vorkommen des stark gefährdeten Steinbeißers. Das Phytobenthos des Sees prägen im Wesentlichen Rasenteppiche aus Armleuchteralgen.

### Phytoplankton und Zooplankton
Das Biovolumen des Phytoplanktons, Basis der autochthonen Nahrungspyramide eines Sees, betrug 1996 im Hauptbecken 0,33 mm³/l. Zu den wichtigsten Großgruppen der Algen zählen Dinoflagellaten mit der Klasse Dinophyceen (hauptsächlich Ceratium hirundinella und Peridinium) und Cryptophyceen (Rhodomonas und Cryptomonas). Die Untersuchung der TU Cottbus bezeichnet die Struktur der Phytoplanktonzönose des Hauptbeckens im jahreszeitlichen Verlauf seit 1990 als stabil. Die Biomassen im flacheren Nordbecken liegen mit Spitzen (Messung April und August 2001) von 9,5 mm³/l und 10,9 mm³/l deutlich höher. Mit 83 % am Gesamtbiovolumen dominierten dabei im April Kieselalgen (Diatomeen) der Art Fragilaria ulna var. acus und im August mit 91 % Blaualgen (Cyanobakterien).
Im Zooplankton stellten quantitative Analysen im Mai 1995 und Juni 1996 unter den Wasserflöhen eine verstärkte Populationsentwicklung von Daphnia hyalina fest. Da diese nur 0,1 bis 0,5 cm großen Blattfußkrebse aus der Gattung Daphnia empfindlich auf Schadstoffe im Wasser reagieren, indiziert ihre Zunahme die Entwicklung zum klassischen sommerlichen Klarwasserstadium des Sees. Im Winter und Frühjahr herrschte im Crustaceenplankton die Form Eudiaptomus gracilis vor, während im August 1995 im Hauptbecken Ruderfußkrebse wie Thermocyclops oithonoides aus der Ordnung Cyclopoida dominierten. Herbivore Rädertierchen traten mit 1 % der Trockenmasse nur in geringer Dichte auf.

### Weitere Pflanzen

#### Wasserpflanzen und Schilfgürtel
Vor den Schadstoffeinträgen in der DDR-Zeit bedeckten ausgedehnte Rasenteppiche aus Armleuchteralgen (Characeae) den Seeboden und ein breiter Röhrichtgürtel säumte das Ufer. Im Jahr 1996 stellten sich die Bestände wie folgt dar: für das Hauptbecken ergab sich ein Vordringen von Schilfrohr (Phragmites australis) bis in Tiefen von 1,50 Meter. Im flachen Verlandungsbereich der Prottenlanke fand sich landwärts eine Gesellschaft der Rauhen Armleuchteralge (Chara aspera).

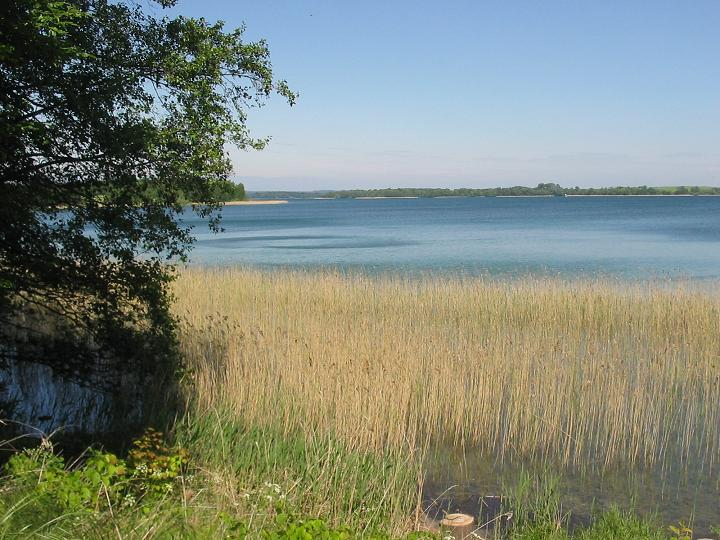
Schilfrohr (Phragmites australis) am Pehlitzwerder

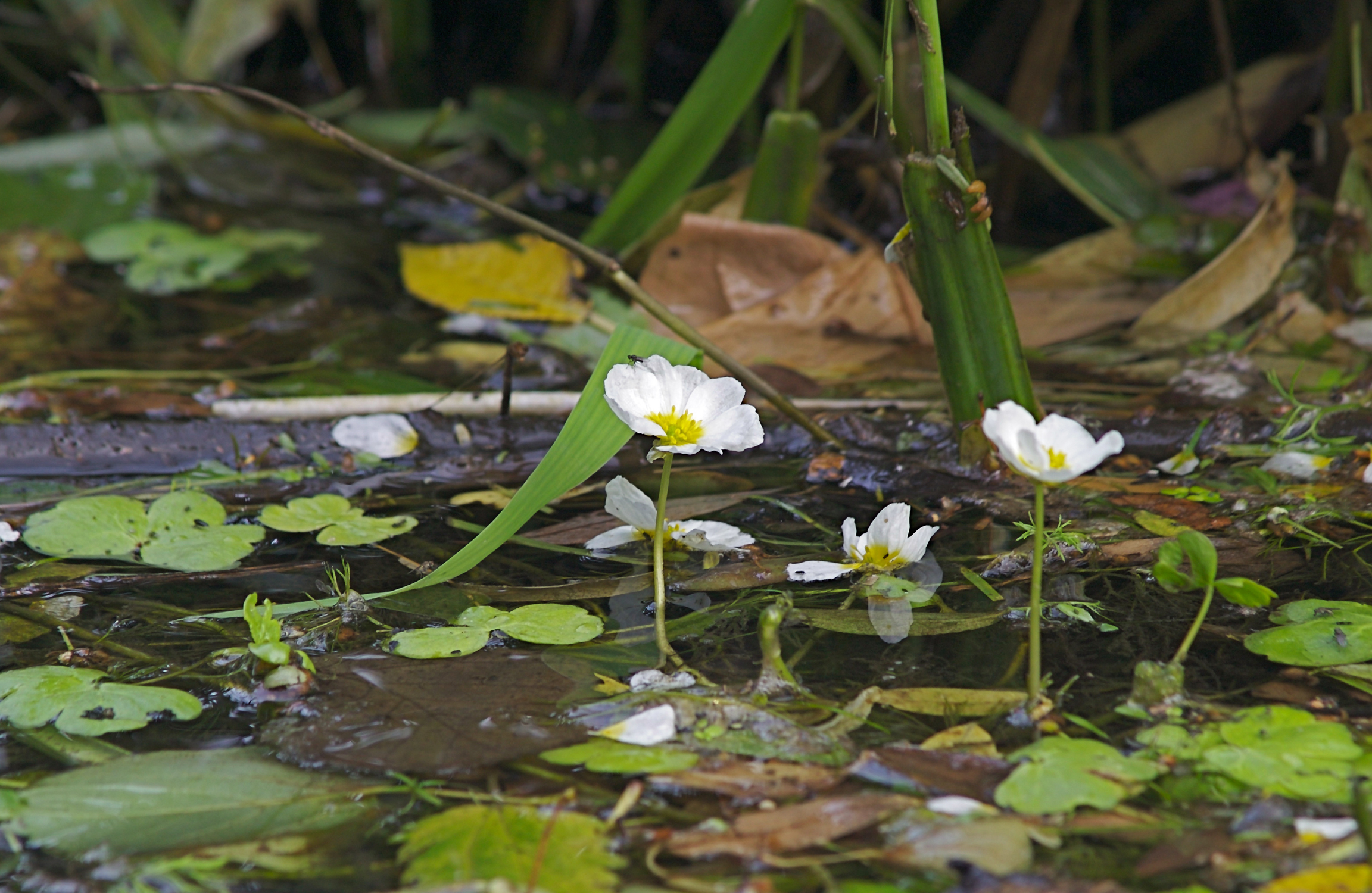
Spreizender Wasser-Hahnenfuß (Ranunculus circinatus), dominant im flachen Nordbecken

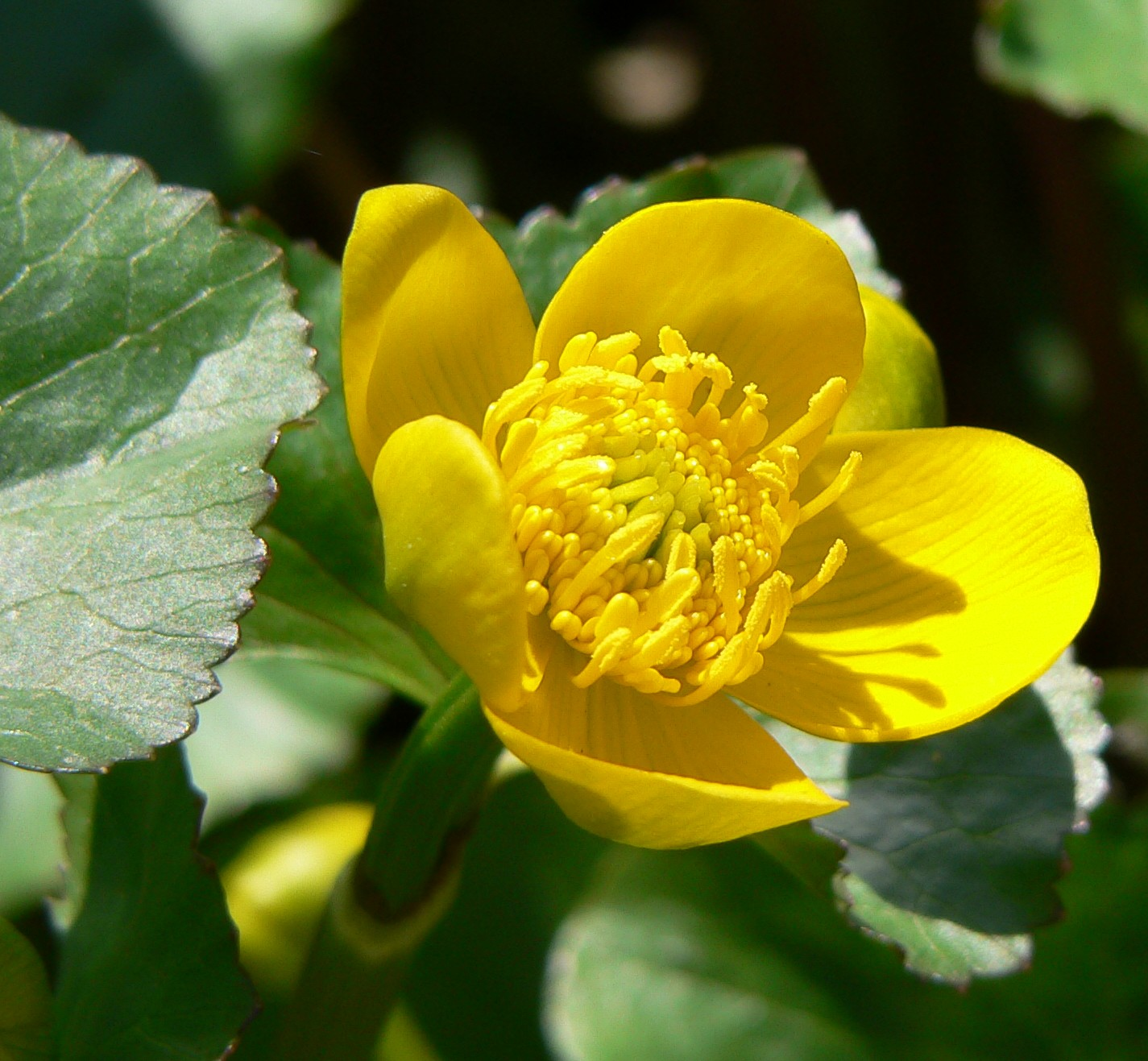
Blüte der Sumpfdotterblume (Caltha palustris)

Das Röhricht war in der Untersuchung von 1996 nahezu flächendeckend begleitet von einem Grundrasen der Gegensätzlichen Armleuchteralge (Chara contraria), der im brandungsbeeinflussten Ostteil des Sees ein Entfaltungsoptimum zwischen 1,7 und 3,0 Metern erreichte. In einer Tiefenstufe von 1 bis 2 Metern konnte in einigen windgeschützten Seebereichen eine Verdrängung der Gegensätzlichen Armleuchteralge durch die Geweih-Armleuchteralge (Chara tomentosa) festgestellt werden. In diesen Rasengesellschaften gab es den Nachweis einiger sehr kleiner Bestände der gefährdeten Kurzstacheligen Armleuchteralge (Chara intermedia).
In der Westbucht gingen die Geweih-Armleuchteralgen-Rasen ab einer Tiefe von 1,8 Metern in Gesellschaften der Steifhaarigen Armleuchteralge (Chara hispida) und der vom Aussterben bedrohten Faden-Armleuchteralgen (Chara jubata) über. Ab 3,4 Metern schlossen sich bis zur unteren Vegetationsgrenze, die bei rund 4,5 Metern liegt, Stern-Armleuchteralgen (Nitellopsis obtusa) an. Am Nordwestufer der Westbucht fand sich ein größerer Unterwasserrasen aus Glänzendem Laichkraut (Potamogeton lucens, auch Spiegelndes Laichkraut genannt). An den Uferbereichen der Hauptbecken-Südbucht, die häufig mit Faulschlamm durchsetzt sind, wies die Unterwasservegetation einige Bestände aus Mittlerem Nixenkraut (Najas marina L. subsp. intermedia) und Zerbrechlicher Armleuchteralge (Chara fragilis) auf.
Im flachen Nordbecken des Sees hingegen bestimmten in der Untersuchung von 1996 ausgedehnte Wiesen aus Spreizendem Wasser-Hahnenfuß (Ranunculus circinatus) die Makrophyten-Vegetation. Unklar blieb bei der Untersuchung, ob die seltene Wasserfalle (Aldrovanda vesiculosa) auch heute noch im Parsteiner See vorkommt.

#### Pflanzen der Umgebung
Die Umgebung des Sees besteht zu 78 % aus hügeligem Ackerland. Hinzu kommen Wiesen- und Waldflächen, die im Endmoränenbogen Chorin von Buchenwäldern geprägt sind. Größere alte Baumbestände in direkter Seenähe finden sich vor allem auf der Halbinsel Pehlitzwerder. Die bruchgefährdeten Kronen der Bäume wurden 1997 mit finanziellen Mitteln des Biosphärenreservats saniert und werden von Zeit zu Zeit weiter gepflegt. Dazu zählen bis zu 550 Jahre alte Winter-Linden, 500-jährige Stieleichen, eine 400-jährige Traubeneiche, eine 200-jährige Elsbeere und mehrere alte Rot- und Hainbuchen. Wildbirnen und weitere Birnbäume ergänzen die wertvollen Altbestände. Durch die ständige Beweidung des Pehlitzwerder entwickelten sich einige Bäume zu markanten Solitärbäumen.
Besondere Biotope wie das benachbarte Naturschutzgebiet Kleiner Rummelsberg ergänzen das Vegetationsbild der Umgebung. Der Hügel konnte sich mit einem kontinentalen Trockenrasen und einer reichen Bodenflora aufgrund seiner exponierten Lage „als westliche[r] Ausläufer der Steppenvegetation halten“. Auf den geschützten Feuchtwiesen und in den Sumpf- und Verlandungszonen der Prottenlanke finden sich Krautpflanzen wie Sumpfdotterblume (Caltha palustris), Wiesen-Schaumkraut (Cardamine pratensis), Blutweiderich (Lythrum salicaria), Gilbweiderich (Lysimachia) und die nach der Bundesartenschutzverordnung besonders geschützte Sumpf-Schwertlilie (Iris pseudacorus). Aus der Familie der Orchideen wachsen in diesen Bereichen verschiedene Knabenkräuter.

### Weitere Tiere

#### Amphibien und Reptilien

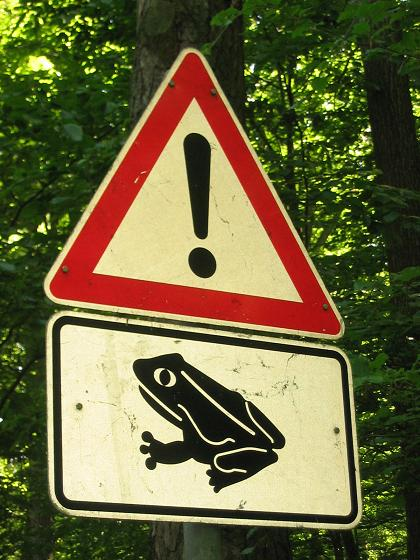
Verkehrszusatzzeichen Krötenwanderung an der Straße Brodowin – Pehlitzwerder – Parstein

Im Mittelpunkt der Artenschutzprogramme steht unter den Amphibien die Rotbauchunke (Bombina bombina, auch Tieflandunke oder Feuerkröte genannt). Die nach der Roten Liste der Bundesrepublik Deutschland vom Aussterben bedrohte Unke aus der Ordnung der Froschlurche pendelt, meist nachts, zwischen dem Parsteiner See und den umliegenden Kleinseen, da ihr Laichplatz und Sommerlebensraum nicht immer identisch ist. Für die Rotbauchunke, ferner für die nach der Bundesartenschutzverordnung (BArtSchV) besonders geschützten Kammmolche (Triturus cristatus) und Laubfrösche (Hyla arborea) sowie vier weitere Amphibienarten wurden deshalb vor allem an der kleinen Verbindungsstraße zwischen Brodowin und Parstein, die am Pehlitzwerder vorbeiführt, umfangreiche Schutzvorkehrungen getroffen. Dazu zählen Schutzzäune, acht Amphibientunnel, Nachtfahrverbot während der Amphibienwanderung, Tempo-30-Zone und eine Tonnagenbeschränkung auf 2,8 t.

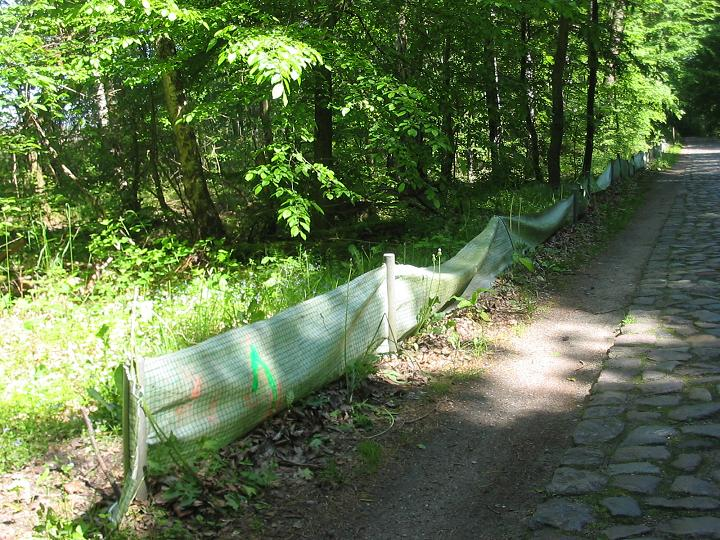
Amphibienschutzzaun an derselben Straße

Trotz dieser Maßnahmen wurden an der Straße in einem Gutachten im Zeitraum April bis Oktober 2000 bei elf morgendlichen Begehungen insgesamt 1591 Amphibientotfunde registriert. Darunter waren die Rotbauchunke mit 25 Exemplaren und der Kammmolch mit 67 Exemplaren, deren Lebensraum auch als Anhang II-Arten der FFH-Richtlinie im FFH-Gebiet „Parsteinsee“ besonderer Schutz zukommt. Der Laubfrosch war mit 403 Totfunden betroffen.
Die umliegenden Agrarflächen, Weiden und Wiesen werden durch den Naturschutzhof Brodowin im Anbau und durch Mahd sowie Schutzzäune weitgehend naturnah bewirtschaftet. Zielart dieser Maßnahmen ist neben der Rotbauchunke und dem Laubfrosch die nach der BartSchV gleichfalls besonders geschützte Knoblauchkröte (Pelobates fuscus). Moorfrosch (Rana arvalis), Grasfrosch (Rana temporaria), Seefrosch (Rana ridibunda), Teichfrosch (Rana kl. esculenta), Erdkröte (Bufo bufo), Wechselkröte (Bufo viridis) und Teichmolch (Triturus vulgaris) ergänzen den Amphibienbestand am See.
Auch Reptilien nutzen Einrichtungen wie den Amphibientunnel an der Verbindungsstraße. Unter den Kriechtieren finden sich am See und in seiner Umgebung die Europäische Sumpfschildkröte (Emys orbicularis), die Glattnatter (Coronella austriaca) und die nach der Bundesartenschutzverordnung besonders geschützte Kreuzotter (Vipera berus).

#### Insekten und Spinnentiere

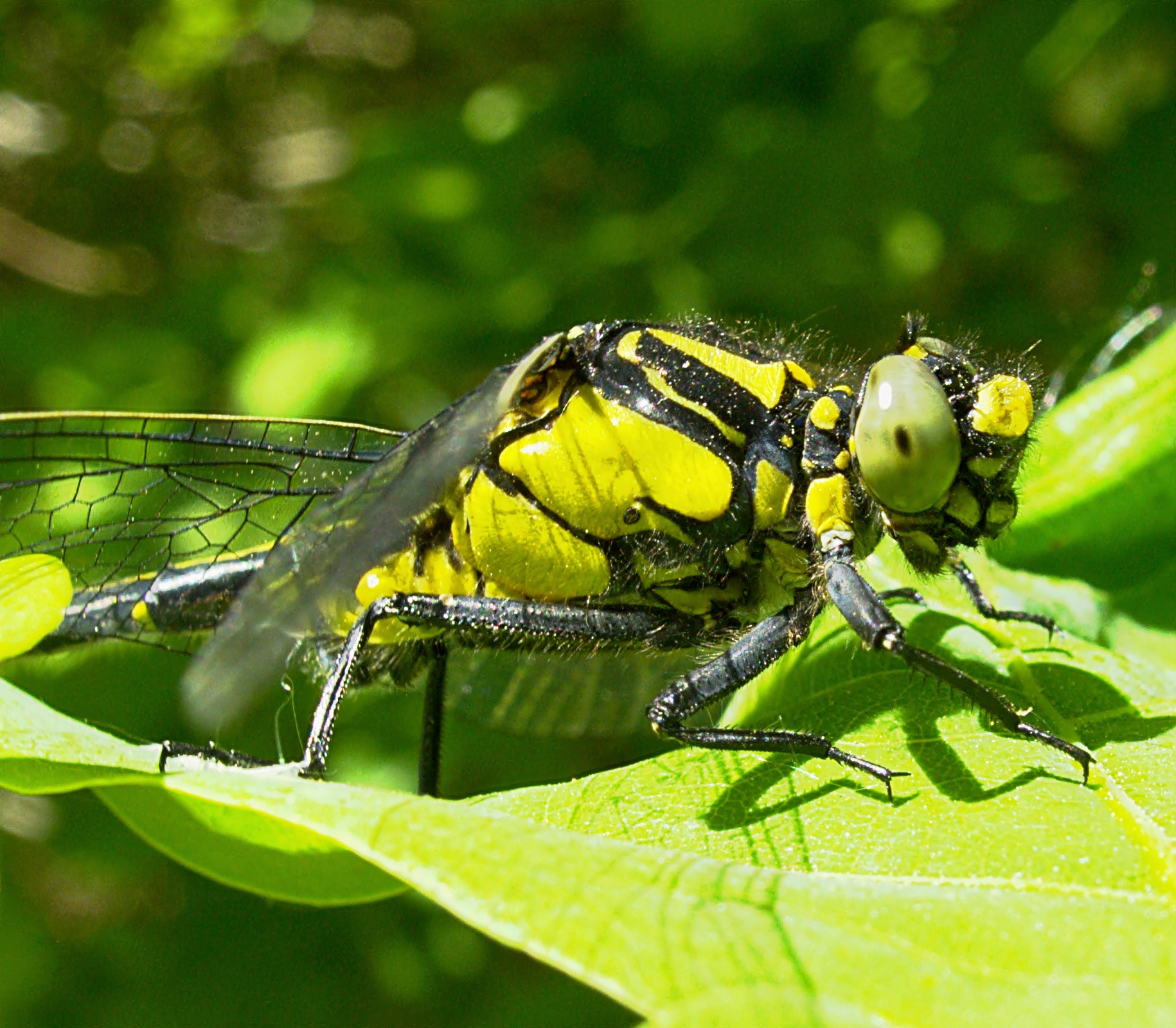
Gemeine Keiljungfer (Gomphus vulgatissimus)

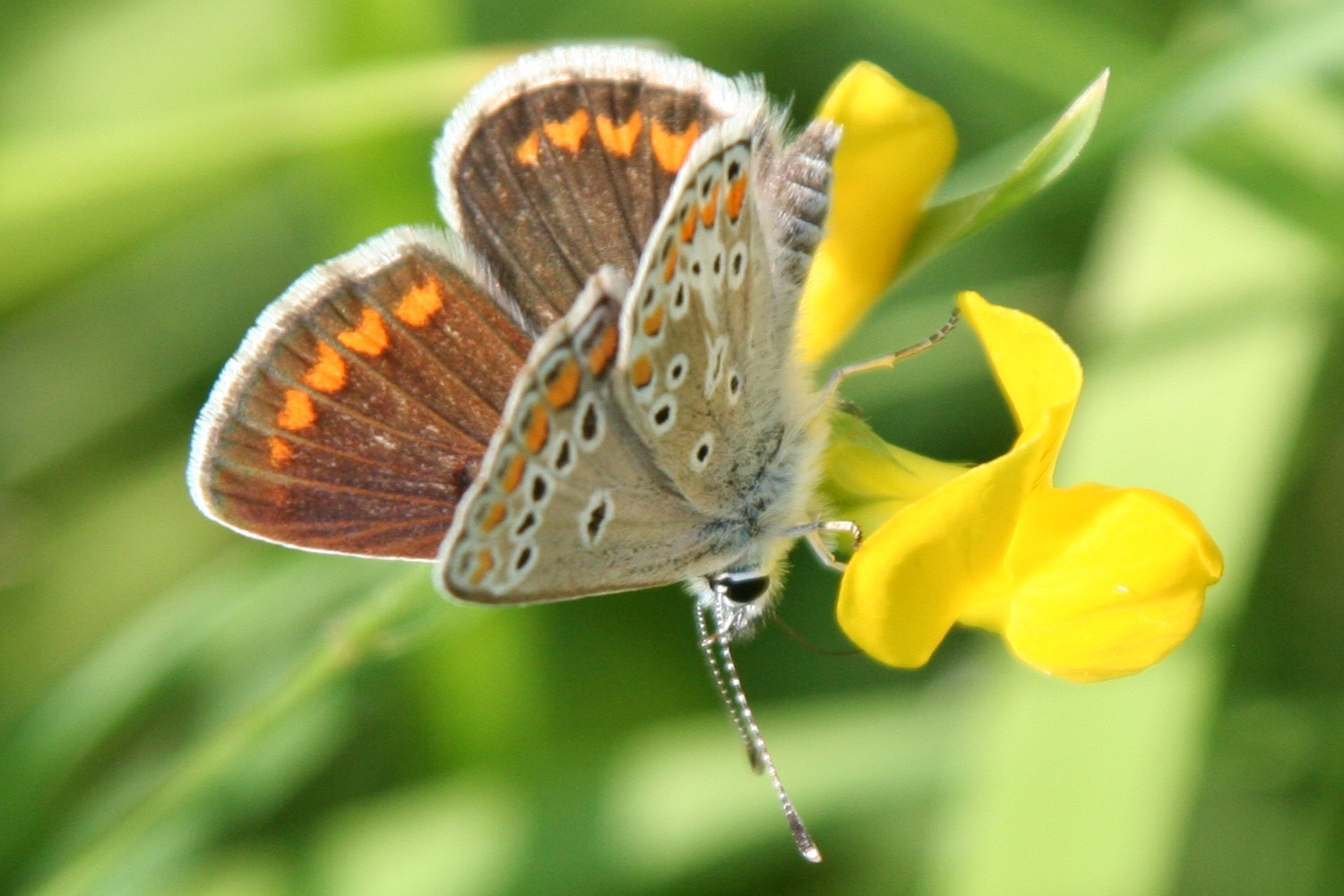
Im Monitoring des Naturschutzhofes Brodowin: Kleiner Sonnenröschen-Bläuling (Aricia agestis)

Einen bemerkenswerten Anteil an den zahlreichen Insektenarten hat die Gemeine Keiljungfer (Gomphus vulgatissimus). Die sandigen Brandungsufer im Ostteil des Sees und die Characeen-Grundrasen vor der Prottenlanke sind Lebensraum der Larven dieser gedrungenen, kräftig gebauten Großlibelle, die eine Flügelspannweite von 6 bis 7 cm und eine Körperlänge von etwa 5 cm erreicht.
Auf den umgebenden Wiesen und Feldern haben Naturschützer gezielt Hecken mit bis zu 10 Meter breiten Säumen angelegt, die mit oft zugehörigen Lesesteinhaufen einen bevorzugten Lebensraum verschiedener Käfer- und Spinnenarten bilden. Typische Heckenbewohner wie der Pflaumen-Zipfelfalter (Satyrium pruni), der seine Eier an Schlehenzweige (Prunus spinosa) legt, werden hier gezielt gefördert. Auf großen Feldern entstanden Ackerrandstreifen und als Blühstreifen 10 Meter breite Zonen aus mehrjährigen Kräutern, die als Nektarquelle für Tagfalter und zudem als Deckung für Feldhasen (Lepus europaeus) dienen. Weitere Tagfalter wie der Kleine Sonnenröschen-Bläuling (Aricia agestis, Polyommatus agestis), der in die brandenburgische Vorwarnliste aufgenommen wurde, und wärmeliebende Heuschrecken wie der Heidegrashüpfer (Stenobothrus lineatus), der im Monitoring des Naturschutzhofes Brodowin steht, leben im sonnenbeschienenen Saum auf den Südseiten der Hecken. Unter den Kurzfühlerschrecken sind ferner Feldgrashüpfer (Chorthippus apricarius), Verkannte Grashüpfer (Chorthippus mollis) und Braune Grashüpfer (Chorthippus brunneus) anzutreffen. An Langfühlerschrecken finden sich Roesels Beißschrecke (Metrioptera roeselii) und das Grüne Heupferd (Tettigonia viridissima) regelmäßig im Getreide.
Auf dem Kleinen Rummelsberg leben zwei Spinnenarten, die die Rote Liste Brandenburgs als gefährdet angibt und die laut Ulrich M. Ratschker als Leitarten für Sandtrocken- und Halbtrockenrasen gelten: Alopecosa schmidti, eine Wolfsspinne aus der Gattung Alopecosa (ähnlich der Alopecosa fabrilis), und die Laufspinne Thanatus arenarius. Unklar ist, ob die stark gefährdete Wasserspinne (Argyroneta aquatica) – die einzige Spinnenart, die nicht an Land, sondern unter Wasser lebt – im Parsteiner See heimisch ist.

#### Fische und Krebstiere

##### Bestand
Der Parsteiner See gilt als typisches Maränengewässer mit ursprünglich guten Erträgen an Kleiner Maräne (Coregonus albula, auch Zwergmaräne oder Kaisermaräne). Zu den Hauptfischarten im Jahr 2007 zählten Karpfenfische wie Bitterling (Rhodeus amarus), Karausche (Carassius carassius), Schleie (Tinca tinca) oder Brassen (Abramis), Barsche wie der Zander (Sander lucioperca) und verschiedene weitere Weißfische. Unter den Allesfressern kommen Welse (Silurus glanis) vor und als reine Raubfische Hechte (Esox lucius) und selten Aale. Sehr selten ist der stark gefährdete Steinbeißer (Cobitis taenia; auch Steinpicker oder Dorngrundel genannt).
Der See ist in verschiedene Angelreviere eingeteilt. Zur Stabilisierung der Biozönose vereinbarten Fischereiausübungsberechtigte und die Verwaltung des Biosphärenreservats eine Pflegefischerei „[…] mit dem Ziel, zusätzlich zu den vermarkteten Raub- und Feinfischen ca. 20 t Weißfische zu entnehmen..“ Heimisch im See ist ferner der Nordamerikanische Flusskrebs (Orconectes limosus, auch Kamberkrebs genannt), den der Sportfischer Max von dem Borne 1890 versuchsweise in das Gewässersystem der Oder eingeführt hatte.

##### Fischsterben im August 2014
Nach Angabe des Landesfischereiverbandes kam es im August 2014 zu einem Fischsterben, bei dem Tausende junger Fische der Kleinen Maräne tot auf dem See trieben. Der Verband führte das Fischsterben auf große Schwärme von bis zu 450 Kormoranen zurück, die die Kleinen Maränen bei ihren Beutezügen in tiefe, sauerstoffarme Seeregionen getrieben hätten, in denen die Fische erstickt seien. Aufgrund des Vogelschutzgebietes sei ein Abschuss der Kormorane nicht möglich. Das Institut für Binnenfischerei in Sacrow wollte einen Einfluss der Kormorane auf das Fischsterben nicht ausschließen, sah die Ursache allerdings eher in der ungewöhnlich starken Wassererwärmung im Sommer 2014. Der Stoffwechsel der sehr empfindlichen Kleinen Maräne komme mit derart hohen Temperaturen und ungewöhnlich lange andauernden Gewässeraufheizungen nicht zurecht. So könnten die Tiere vor dem Dilemma gestanden haben, entweder in den oberen warmen Wasserschichten zu kollabieren oder in tieferen Schichten an zu wenig Sauerstoff zugrunde zu gehen.

#### Vögel
Der Parsteiner See ist Nahrungs-, Brut- und Überwinterungsgebiet vieler Wasser-, Wat- und Greifvogelarten, für die in den Schonzonen und weiteren Uferbereichen vielfältige Brutplätze bestehen. „Bis zu 40 rastende Arten und über 10000 Vögel können an einem Zähltag auf dem […] See angetroffen werden.“ Das Gewässer und seine Umgebung sind seit 1997 als Europäisches Vogelschutzgebiet und seit 1999 im Rahmen der Tranche 2 als „Natura 2000“ Gebiet gemäß §3 der Richtlinie 92/43/EWG (FFH-Richtlinie) gemeldet. Die universitätseigene Humboldt-Innovations GmbH führt am Institut für Biologie der Humboldt-Universität eine Studie des Tierstimmen-Archivs durch, um die Vogelwelt der Röhrichtgesellschaften am Parsteiner See akustisch zu erfassen. Das automatisierte Monitoring gilt hauptsächlich nachtaktiven Tieren wie einigen Arten der Rallen, die bei herkömmlichen Erfassungsmethoden in der Regel unterrepräsentiert sind.

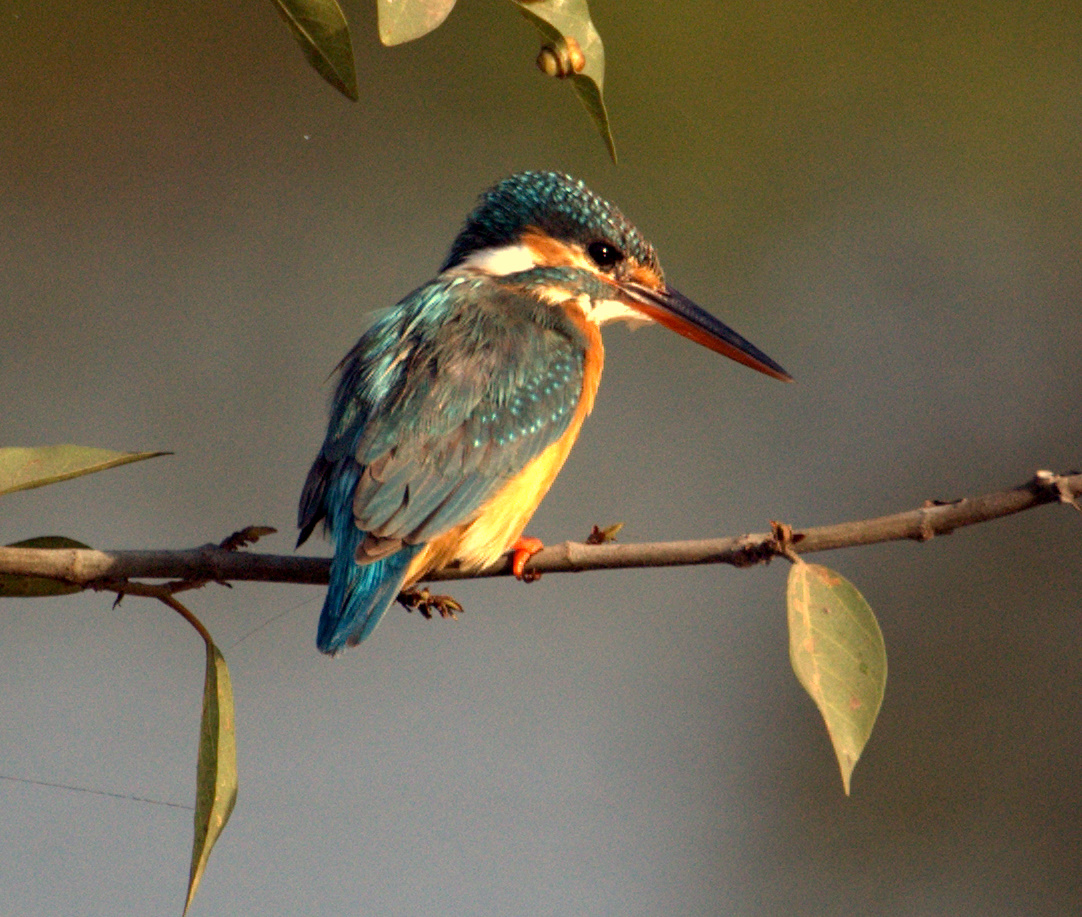
Eisvogel (Alcedo atthis)

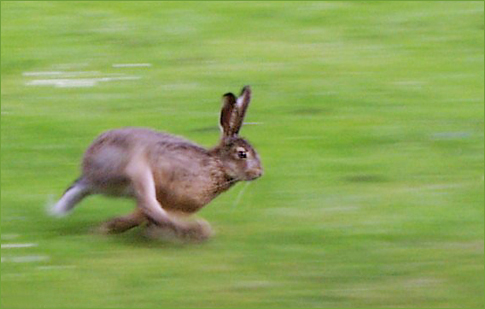
Feldhase (Lepus europaeus), auf den Feldern 15 bis 27 Hasen pro 100 ha

Im Mittelpunkt der Schutzmaßnahmen für Vögel steht unter anderem eine Kolonie der Trauerseeschwalbe (Chlidonias niger). Der Bestand des vom Aussterben bedrohten Vogels lag 1980 bei 10, stieg 1983 auf 25 und fiel 1988 wieder auf 10 Brutpaare. Seither haben sich die Bestände mit Maßnahmen wie Nisthilfen und Kunstinseln über 28 im Jahr 1995, 35 im Jahr 2000 und 54 im Jahr 2005 auf 69 Paare im Jahr 2007 erholt. Der See bildet zudem ein Jagdrevier für Greifvögel wie den gefährdeten Seeadler (Haliaeetus albicilla), der mit einzelnen Brutpaaren im Paarsteinbecken nachgewiesen wurde. Festgeschriebene Horstbetreuer unterstützen den Bestand der Seeadler und weiterer bedrohter Großvögel wie dem Fischadler (Pandion haliaetus) oder im Rahmen des EU-LIFE-Pprojekts „Förderung der Rohrdommel im Vogelschutzgebiet Schorfheide-Chorin“ der Großen Rohrdommel (Botaurus stellaris).
Am See und in seinem Einzugsbereich leben rund 60 weitere Vogelarten, die nach der Roten Liste Brandenburgs vom Aussterben bedroht (Gefährdungsstufe 1), stark gefährdet (2) und gefährdet (3) sind. Dazu gehören Schwarzstorch (Ciconia nigra) (Stufe 1), Eisvogel (Alcedo atthis) (2), Rothalstaucher (Podiceps grisegena) (1/2), Blaukehlchen (Luscinia svecica) (2), Fischadler (Pandion haliaetus) (3), Kranich (Grus grus) (3) und Schellente (Bucephala clangula) (3). Kormoran (Phalacrocorax carbo), Graureiher (Ardea cinerea), Haubentaucher (Podiceps cristatus) und verschiedene Tauchenten, Rallen, Schwimmenten, Schwalben, Möwen und Singvögel ergänzen die Vogelpopulation am See. Schutzmaßnahmen in den umliegenden Feldern gelten unter anderem den stark gefährdeten Grauammern (Emberiza calandra; Miliaria calandra) und Rebhühnern (Perdix perdix) sowie typischen Heckenvögeln wie der Sperbergrasmücke (Sylvia nisoria) und dem Vogel des Jahres 1985, dem Neuntöter (Lanius collurio), der 1997 aus der Roten Liste Brandenburgs entlassen werden konnte.

#### Säugetiere
Elbebiber (Castor fiber albicus) und Fischotter (Lutra lutra) sind im Einzugsbereich des Parsteiner Sees beziehungsweise im Vogelschutzgebiet Schorfheide-Chorin weitgehend flächendeckend verbreitet. Zudem konnten 13 Fledermausarten beobachtet werden. Auf den umliegenden Feldern gehört der in Brandenburg gefährdete Feldhase (Lepus europaeus) zu den Zielarten der Schutzmaßnahmen des Naturschutzhofes Brodowin, dessen Bestand mit optimierten Fruchtfolgen und durch ausreichende Deckungsmöglichkeiten wie Hecken und Knicks gefördert wird. „Auf den Flächen des Betriebes Ökodorf Brodowin wurde eine Feldhasendichte von 15 bis 27 Hasen pro 100 ha gezählt. Diese Dichte ist im Vergleich zu anderen Regionen Brandenburgs überdurchschnittlich hoch, was auf eine hohe Lebensraumqualität des Gebietes hinweist.“

## Siedlungsgeschichte am Parsteiner See

### Frühe Besiedlung, Germanen und Slawen

Karte von 1663: Nord- und Hauptbecken sind noch vereinigt

Der Raum um den fischreichen Parsteiner See war früh besiedelt. Funde auf dem Pehlitzwerder stammen aus der Jungsteinzeit, dem Übergang der Jäger- und Sammlerkulturen zu sesshaften Bauern mit domestizierten Tieren und Pflanzen. Nordöstlich des Sees befindet sich im Angermünder Ortsteil Mürow ein Großsteingrab aus der Megalithkultur. Der erweiterte Dolmen aus Granitfindlingen ist als Bodendenkmal geschützt und stammt aus der Zeit um 2600 vor Christus. Auf dem Koppelberg nördlich von Pehlitz sollen bis weit in die Neuzeit Dolmen gestanden haben, die angeblich als Steinbrüche genutzt wurden und inzwischen zerstört sind. Das bekannteste Zeugnis aus der Bronzezeit ist der Eberswalder Goldschatz, der 1913 einige Kilometer südwestlich in Finow ausgegraben wurde und auf das 10. oder 9. Jahrhundert vor Christus datiert wird. Nach der Abwanderung der elbgermanischen Semnonen Richtung Schwaben (ab dem 5. Jahrhundert n. Chr.) rückten in den weitgehend freien Raum slawische Stämme nach. Die slawische Zeit in der späteren Mark Brandenburg währte vom 6. / 7. Jahrhundert bis in die Periode des deutschen Landesausbaus nach der Gründung der Mark im Jahr 1157 durch den Askanier Albrecht den Bären. Für die Zeit bis zum 9. / 10. Jahrhundert gibt Johannes Richter eine hohe Siedlungskonzentration um den Parsteiner See an.

### Starker anthropogener Einfluss durch die Zisterzienser
Große Bedeutung für die wirtschaftliche Nutzung des Parsteiner Sees und seiner Umgebung kam den Mönchen des Zisterzienserordens zu, die im 12./13. Jahrhundert in Techniken wie der Fischzucht oder dem Mühlenbau führend waren und den Landesausbau der askanischen Markgrafen missionierend und wirtschaftend unterstützten. Der größte Teil des Parsteiner Sees gehörte zu der Gründungsausstattung, mit der die Markgrafen die Mönche mit der Stiftungsurkunde vom 2. September 1258 bedachten. Durch Zukäufe, zuletzt 1431 das Dorf Bölkendorf und 1466 das Dorf Klein-Ziethen, war der gesamte See mit seinen Gemarkungen 1466 im Klosterbesitz und wurde von den Mönchen nach der Klosterverlegung von Chorin aus bewirtschaftet.

#### Klostergründung auf dem Pehlitzwerder

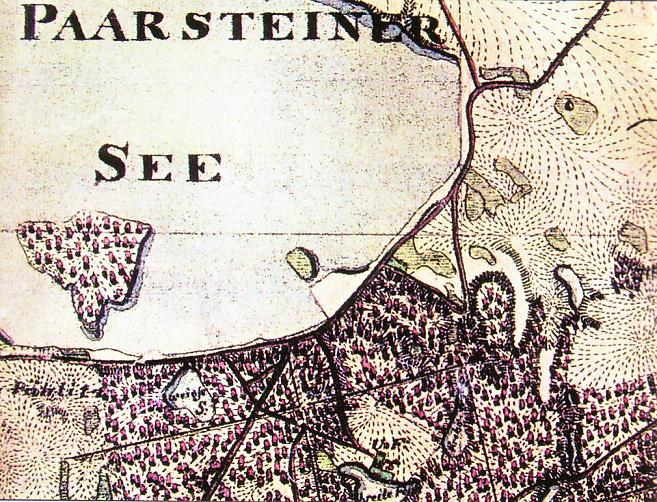
Das Urmesstischblatt von 1842 zeigt die heutige Halbinsel Pehlitzwerder noch deutlich als Insel

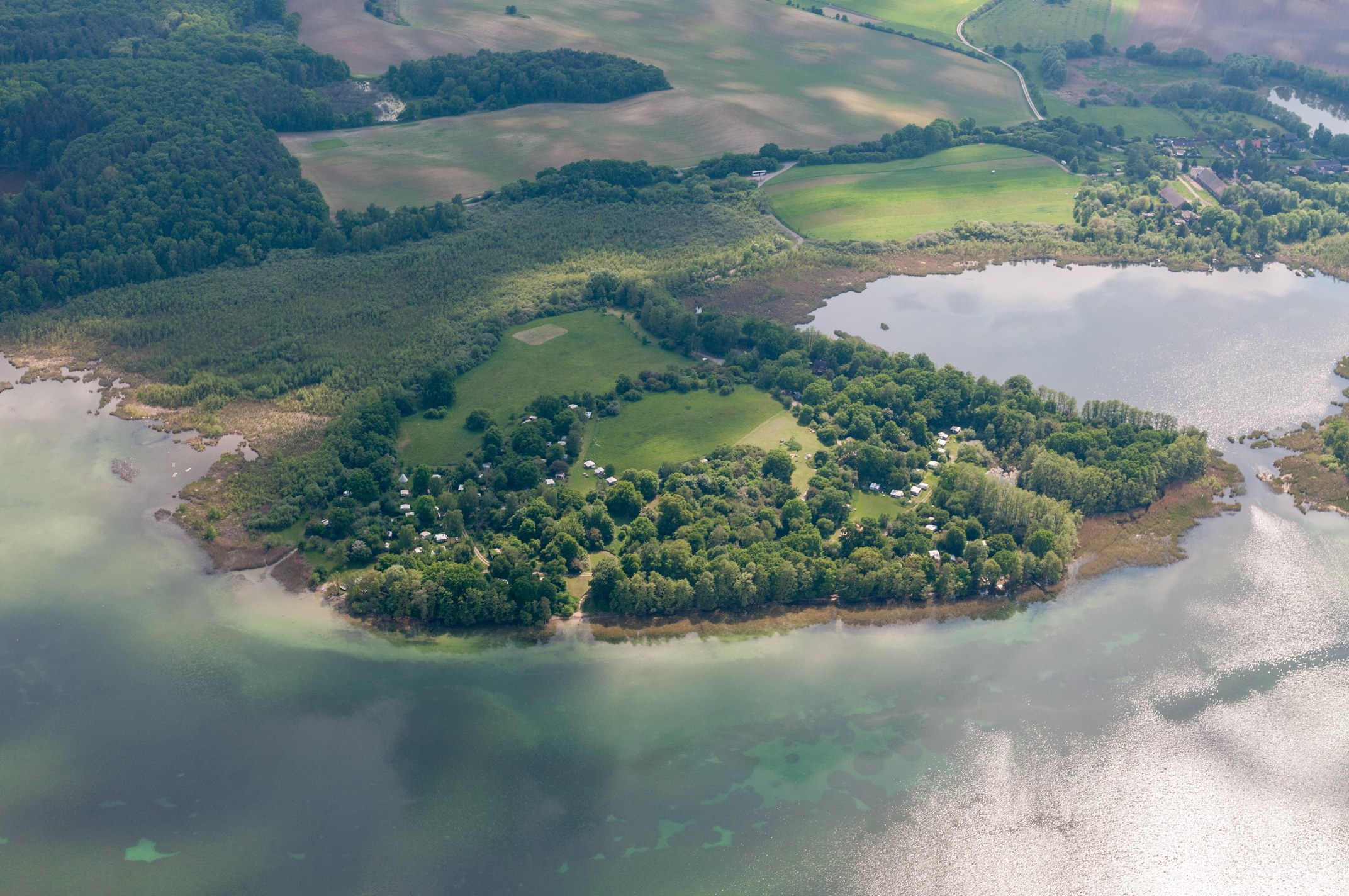
Heutiger Zustand von Pehlitzwerder als Halbinsel

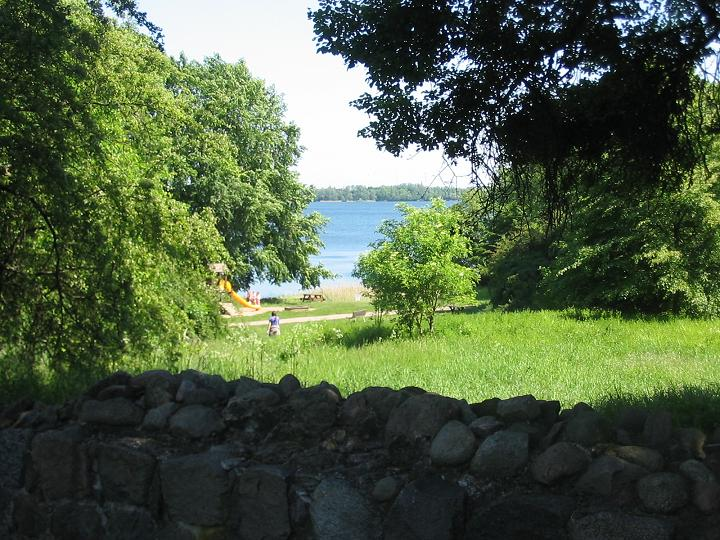
Restmauer des Klosters Mariensee über dem See auf dem Pehlitzwerder

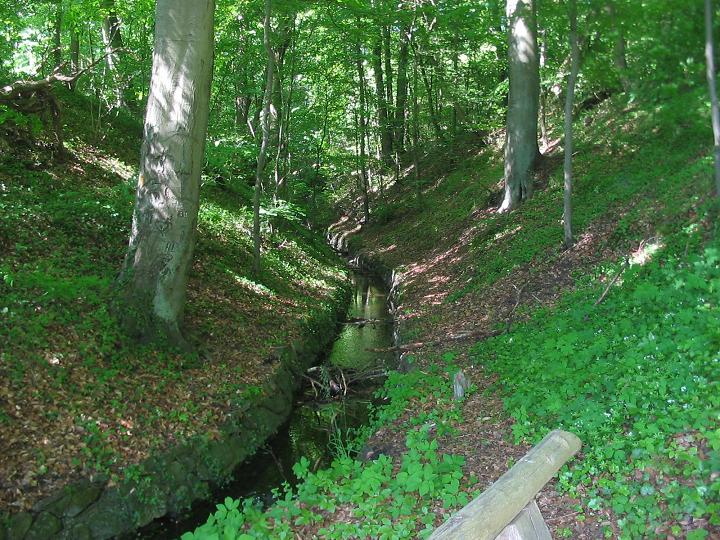
Nettelgraben (Durchstich zur Ragöse) am Kloster Chorin

Im Zuge der anstehenden Erbteilung zwischen den gemeinsam regierenden Markgrafen Johann I. und Otto III. und auf ihre Veranlassung/Stiftung gründeten die Mönche 1258 auf der Halbinsel Pehlitzwerder das Kloster Mariensee. Das neue Kloster war eine Filiation des Klosters Lehnin und sollte als Grablege für die Johanneische Linie dienen. Johann I. wurde 1266 noch in dem im Bau befindlichen Kloster beigesetzt, obwohl die Arbeiten wahrscheinlich bereits 1266/67 eingestellt wurden und das Kloster 1273 noch vor seiner Fertigstellung nach Chorin verlegt wurde; Johann I. wurde daraufhin nach Chorin umgebettet.
Die 15 Hektar große Halbinsel Pehlitzwerder war zur Zeit der Klostergründung eine Insel, der Wasserspiegel lag zu dieser Zeit ein bis zwei Meter höher als heute. Auf der Kuppe befand sich ein slawischer Ringwall mit einer späteren Burg, die die Askanier sehr wahrscheinlich übernommen und als Turmburg zum Machtzentrum der Region ausgebaut hatten. Dass die Markgrafen dem Gründungskonvent einen Platz unterhalb der Burg für den Klosterbau zuwiesen, deutet nach Wolfgang Erdmann darauf hin, dass das Kloster aus „landesherrlich-machtpolitischem Kalkül“ die Mittelpunkts- und Herrschaftsfunktion übernehmen sollte. Der 1258 begonnene Klosterbau sollte direkt am Nordufer der Insel liegen. Die Mönche zogen zuerst die Klosterkirche hoch, deren Chor bereits um 1263 genutzt werden konnte.
Die Mauern des Erdgeschosses des Klosters Mariensee waren bis in die 1960er Jahre erhalten geblieben. Sie wurden dann von den Einwohnern von Brodowin zur Materialgewinnung abgetragen. Die heute sichtbaren Mauerreste sind später auf dem erhalten gebliebenen Kern der Fundamente aufgemauert worden.

#### Steigender Seepegel und Klosterverlegung
Ein steigender Seepegel und niederschlagsbedingte Schwankungen des Wasserspiegels veranlassten die Mönche vor 1266, die Arbeiten einzustellen und auf der Hügelkuppe neu zu bauen. 1266/67 wurden die Arbeiten auch hier, wahrscheinlich auf Sockelhöhe, beendet – erhalten sind von allen Bauten nur sehr geringe Mauerreste, zum Teil nicht mehr sichtbare, ergrabene Mauern. Einer der Gründe für die völlige Aufgabe des Standortes Pehlitzwerder war neben dem steigenden Seepegel die Insellage, die sich für die Zisterzienser zunehmend als unwirtschaftlich erwies. „ […] [S]teigende Wasserstände am Pehlitzwerder, mangelnde Wasserver- und Entsorgung sowie fehlende Wasserkraftausnutzung“ nennt Erdmann als Hauptgründe.
Noch 1266 beschlossen die Mönche im Einvernehmen mit den Landesherren die Verlegung um rund acht Kilometer nach Südwesten an die Südspitze des Choriner Sees, des heutigen Amtssees. Unmittelbar südlich des neuen Geländes befand sich der ehemalige Oberlauf der Ragöse (Mühlkanal), der sich aus dem Choriner See speiste. Hier besaßen die Zisterzienser sehr wahrscheinlich bereits zwei Mühlen: die Ragöser Mühle und die
Klostermühle. Die Verlegung erfolgte spätestens 1273. Die nebenstehende markgräfliche Urkunde gab als Verlegungsgrund an: propter incommoda plurima (wegen mehrerer Unbequemlichkeiten).

#### Bau des Seeabflusses Nettelgraben
Zwar waren die wasserwirtschaftlichen Voraussetzungen in Chorin deutlich besser als am Parsteiner See, dennoch sahen sich die Mönche gezwungen, mehr Wasser zuzuführen, da der Ragöseabfluss des Choriner Sees nicht genügend Wasser zum Betrieb der Mühlen und zur Versorgung des Klosters zuführte. Sie erreichten dies durch den Bau des knapp fünf Kilometer langen Nettelgrabens vom Choriner See/Amtssee zum höher gelegenen und heute isolierten Weißen See, der zur Bauzeit im 13. Jahrhundert eine Bucht des Parsteiner Sees bildete. Der Wassergraben, der zu den frühesten deutschen Kunstgräben zählt, sorgte zudem für die Melioration der umliegenden Gebiete und des Plagefenns.
Die im Mittelalter ständig weiter steigenden Wasserstände des Parsteiner Sees erreichten im 16. / 17. Jahrhundert den Höchststand. Dem allmählich unangenehm verstärkten Wasserandrang über den Nettelgraben begegneten die Mönche – wahrscheinlich schon im 15. Jahrhundert – mit einem direkten nördlichen Durchstich vom Amtssee zur Ragöse und dem Zuschütten des oberen südlichen Ragösebettes am Kloster. Nach den fallenden Wasserständen der folgenden Jahrhunderte und der Trennung des Weißen Sees vom Parsteiner Hauptbecken erfolgte eine künstliche Verbindung zwischen beiden Seen, über die der Parsteiner See auch heute über die Prottenlanke und den Weißen See in den Nettelgraben entwässert.

### Überblick: anthropogene Einflüsse in den Siedlungsperioden
In den Siedlungsperioden bis ungefähr 950 war der Einfluss des Menschen auf den Parsteiner See gering. Für das Hochmittelalter und das Spätmittelalter (950–1550) stellte die Untersuchung der TU Cottbus aus dem Jahr 2003 einen mäßig bis starken anthropogenen Einfluss auf die brandenburgischen Gewässer fest. Die anthropogene Anbindung des ursprünglichen Binnenentwässerungsgebietes an das Flusseinzugsgebiet der Oder geht auf diese Periode der intensiven Bewirtschaftung durch die Zisterzienser zurück und führte in den folgenden Jahrhunderten zur Absenkung des Wasserspiegels. Die neuzeitliche vorindustrielle Periode (1500–1750) hatte, unter anderem wegen der Folgen der Pest und des Dreißigjährigen Krieges, allenfalls geringen anthropogenen Einfluss, während die Zeit der Industrialisierung mäßige bis starke Auswirkungen mit sich brachte.
Im Zweiten Weltkrieg schädigten Wehrmachtsflugzeuge das Gewässer mit Übungs-Bombenabwürfen (wahrscheinlich, zumindest zum Teil, mit Betonbomben); dicht am Ufer bei Bölkendorf befand sich ein Großbunker mit einer Außenstelle der Koralle, der zentralen Marine-Funkleitstelle für U-Boote. Die Intensivierung der Landwirtschaft in der DDR seit 1950 belastete mit der Zuführung von Schadstoffen das Ökosystem des Parsteiner Sees stark. Durch die Schutzmaßnahmen seit der deutschen Wiedervereinigung macht sich der menschliche Eingriff zugunsten einer Renaturierung geltend. Letztere wird auch dadurch unterstützt, dass direkt am See fast keine Siedlungsbereiche liegen. Dem See am nächsten kommt die Siedlung Pehlitz am südlichen Ufer.

## Heutige Nutzung, Tourismus, Museum

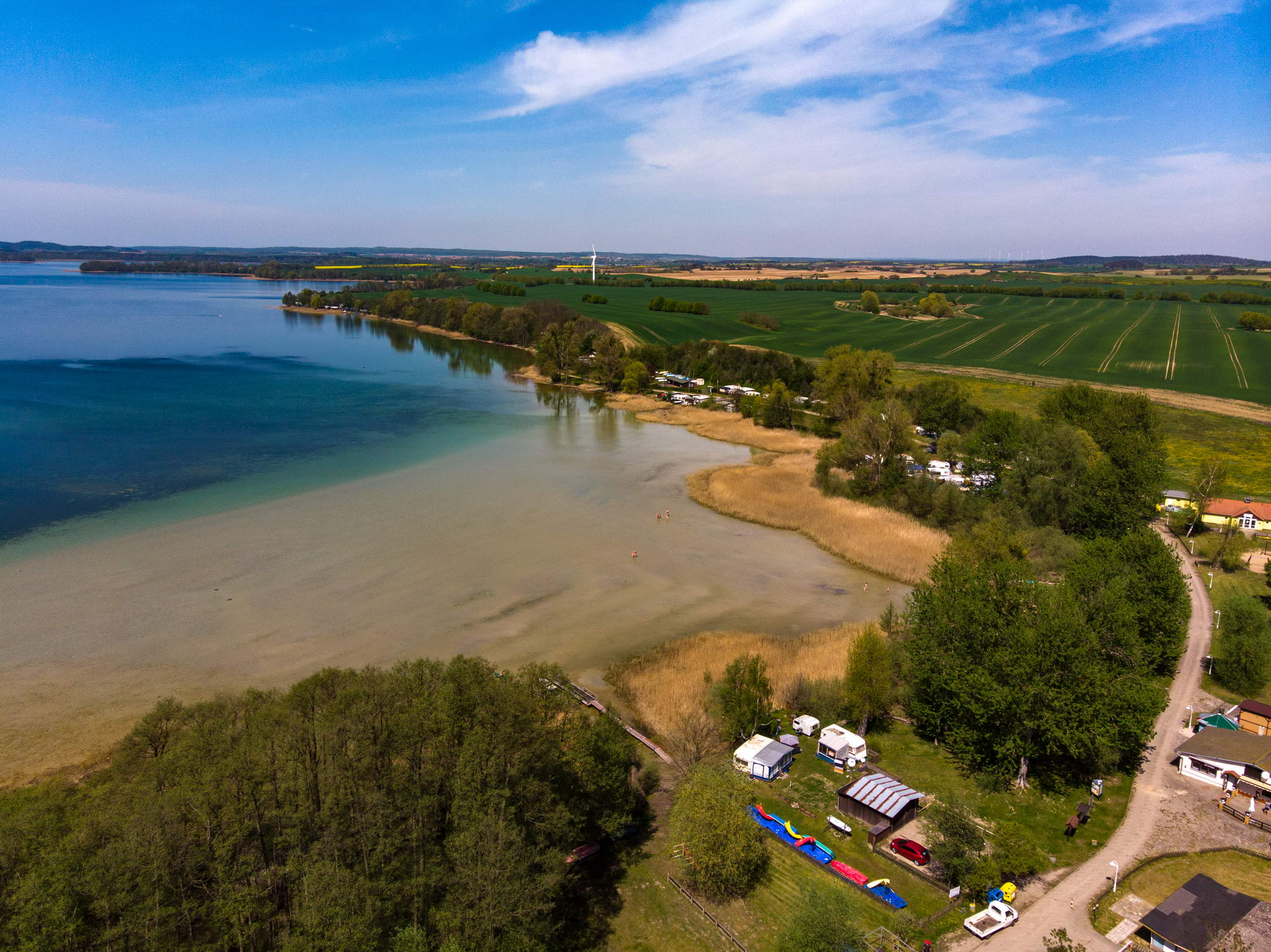
Badestelle und Campingplatz

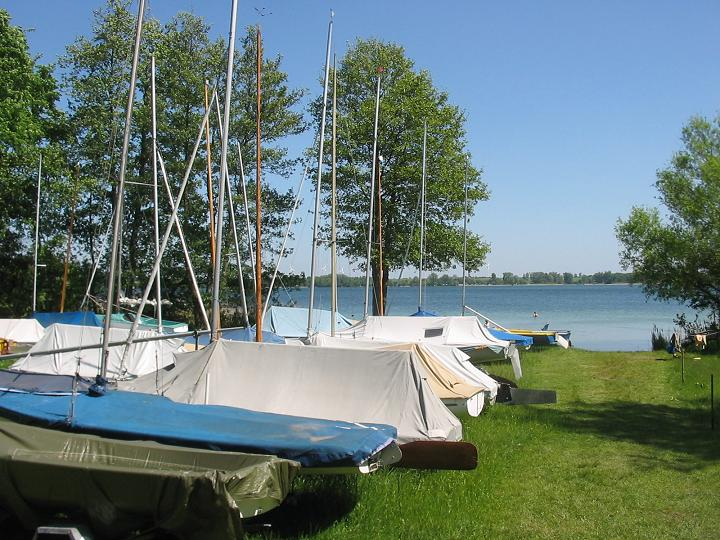
Segelboote am Pehlitzwerder

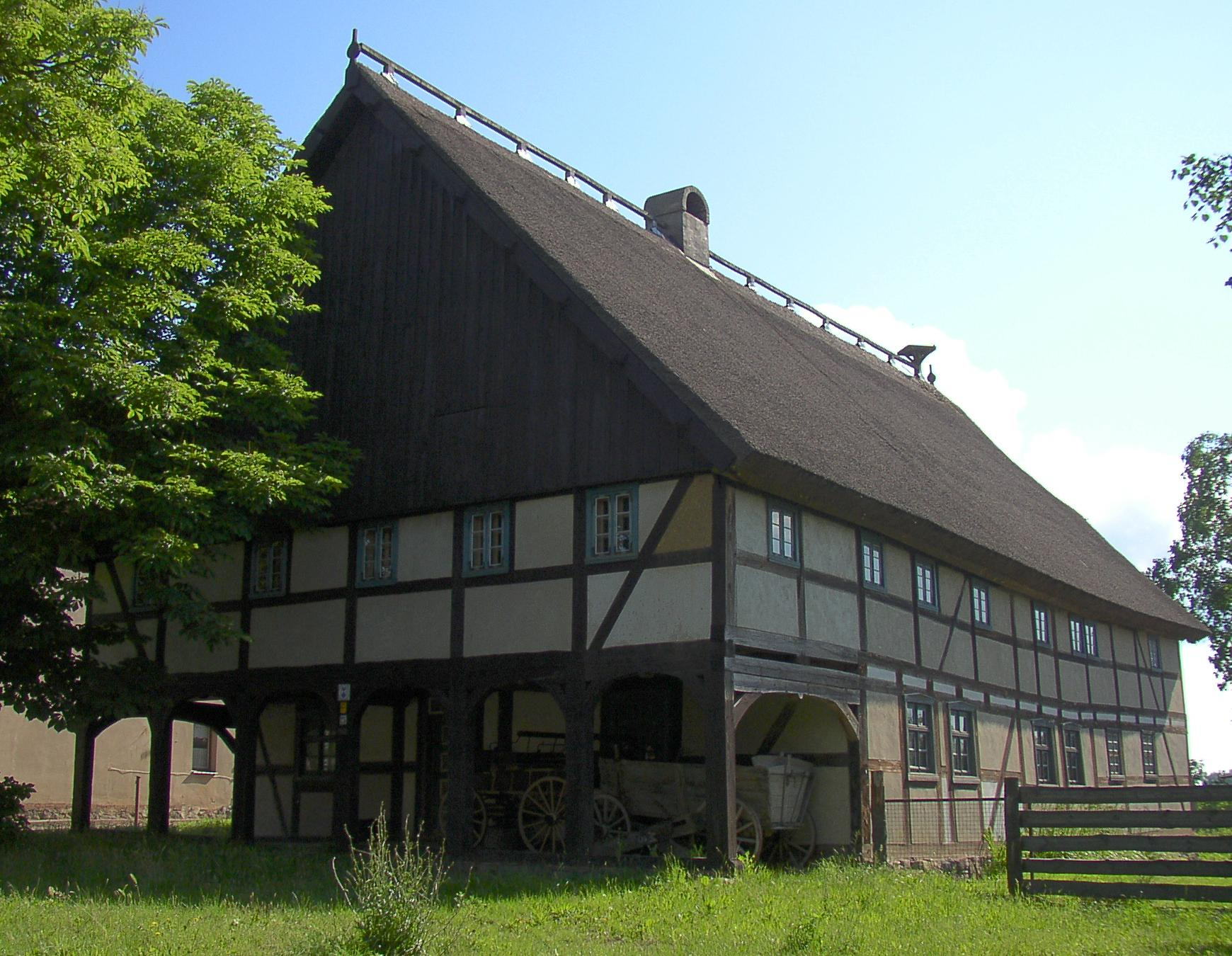
Denkmalgeschütztes Vorlaubenhaus „Dat Loewinghus“ in Parsteinsee-Lüdersdorf

Der Parsteiner See wird heute für die gewerbliche Fischerei, als Angelgewässer und für den umweltverträglichen Tourismus genutzt. Die Landwirte bewirtschaften die umgebenden Ackerbau- und Weideflächen im Einklang mit den Anforderungen des Landschaftsschutzgebietes überwiegend nach den Prinzipien der Ökologischen Landwirtschaft.
Es gibt keinen Schiffsausflugsverkehr und das Befahren mit Elektro- oder Motorbooten ist verboten – sowohl für die gewerbliche Fischerei wie auch für Angler und die touristische Nutzung. Auf dem Pehlitzwerder liegt nahe am See ein naturnaher Campingplatz, mit Badestelle (Hundeverbot), ein weiterer (ebenfalls mit Badestelle, Tauch- und Surfschulen) in der Südostecke des Sees, betrieben von der Gemeinde Parstein. Zu den Wassersportmöglichkeiten zählen neben Schwimmen Segeln und Surfen. Auf dem Campingplatz Parstein können Ruder- und Tretboote ausgeliehen werden. Das Tauchen ist verboten – allerdings existiert, auf dem Campingplatz Parstein, eine Tauchbasis mit einer Tauchschule, die eine Sondergenehmigung für Tauchgänge besitzt. Einen dritten Campingplatz betreibt am nördlichen Seeufer der „Sport- und FKK-Verein Herzsprung e. V.“ Die reich gegliederte Landschaft um den See durchzieht ein ausgedehntes und ausgeschildertes Wanderwegenetz. Am See selbst führen aufgrund der vielen Schonzonen nur wenige Wegabschnitte entlang.
Im Parsteiner Ortsteil Lüdersdorf stehen zwei historische Vorlaubenhäuser, darunter das denkmalgeschützte Loewinghaus, zu dessen Restaurierung die Deutsche Stiftung Denkmalschutz beigetragen hat. Die neugotische Dorfkirche Brodowin ist ein Werk des Baumeisters Stüler aus der Zeit um 1850 und wird 2007/2008 denkmalgerecht saniert. Mit Unterstützung des brandenburgischen Umweltministeriums hat der Öko-Dorf Brodowin e. V. in einem ehemaligen Neubauernhaus aus der Bodenreformzeit ein Informations- und Kommunikationszentrum eingerichtet, das „Haus Pehlitzwerder“. In dem zugehörigen Museum zeigt der Verein unter anderem die Dauerausstellung „Von der Eiszeit zum Ökodorf“ mit Informationen zur geologischen Entwicklung und Siedlungsgeschichte um den Parsteiner See.

## Der See in der Literatur
Der Schriftsteller Theodor Fontane beschrieb den Parsteiner See im Band „Havelland“ der Wanderungen durch die Mark Brandenburg:

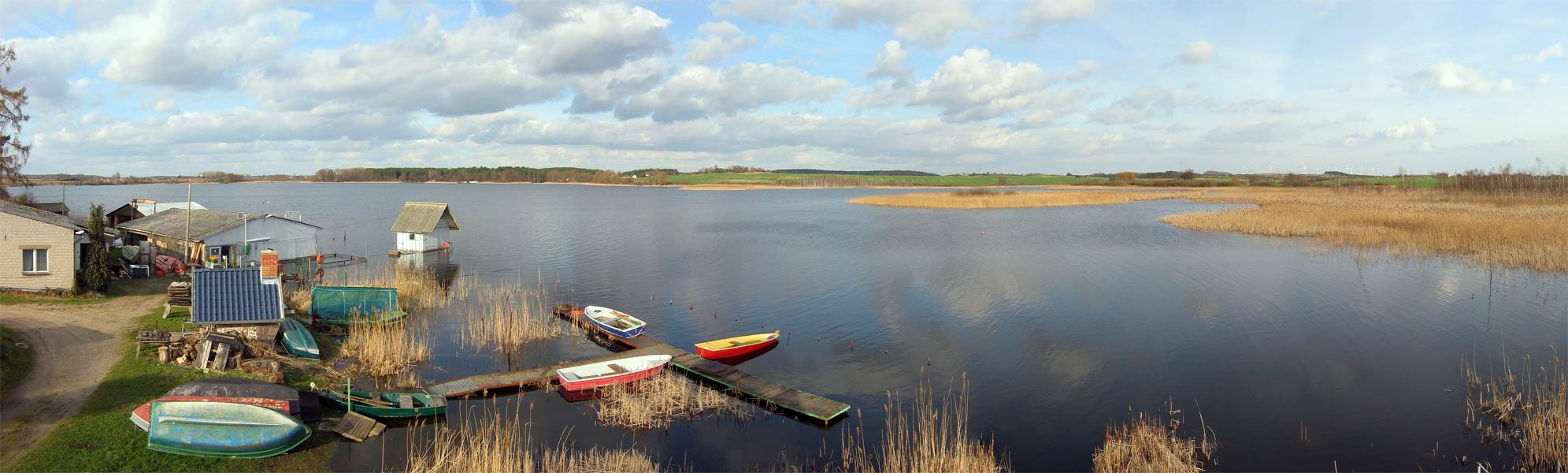
Nordbecken bei der Halbinsel Parsteinwerder

„Dieser weitgedehnte See, überall eingefaßt durch prächtig geschwungene Uferlinien, gewährt ein Landschaftsbild voll imponierender Schönheit; aber dieser Schönheit vermählt sich eine Sterilität, wie sie an märkischen Seen nur selten getroffen wird. Die Ufer, wenn sie Basalt wären, könnten nicht unfruchtbarer sein. Keine Spur von Grün bedeckt die sandgelben, in ihren Formen nicht unmalerischen Abhänge, kein Saatfeld läuft wie ein grünes Band von den Hügeln zum See hernieder, kein Laubholz, kein Tannicht, keine Decke grünen Mooses. Diese absolute Öde, nur einmal zur Rechten durch eine Turmspitze unterbrochen, ist an sich nicht ohne einen gewissen Zauber, aber das Gefühl, daß hier die Grundelemente zu einem märkischen Landschaftsbilde ersten Ranges nur geboten wurden, um von seiten der Kultur unbenutzt zu bleiben, verkümmert die Freude an dem, was wirklich vorhanden ist.“